# История портрета

Диего Веласкес, «Менины»: портрет инфанты Маргариты с придворными карликами, фрейлинами и автопортретом художника, 1656

История портрета — эволюция развития портретного жанра от древности до наших дней. Первые образцы портрета являются скульптурными и относятся к Древнему Египту. За этим следовал расцвет портрета в период античности, упадок жанра в Средневековье, новые открытия, взлет и переход к технике станковой живописи в эпоху Возрождения, а затем дальнейшее развитие в последующие века.

## Основные принципы развития
На развитие портретного жанра влияют две тенденции:
- прогресс технических изобразительных навыков. Вместе с ростом живописного мастерства художники все более овладевают приемами реализма и постепенно начинают решать более глубокие и сложные художественные задачи. Происходит усложнение типов композиции, формата и т. п. Стремясь создавать полный портретный образ с отображением наиболее типичных художественных средств, художники сначала овладевают только передачей внешнего облика человека. Затем постепенно идут далее в поисках средств передачи его внутреннего, психологического содержания[1].
- и, что более важно, развитие представлений о значимости человеческой личности. Наибольших вершин портрет достигает в период веры в возможности человека, его разума, его действенной и преобразующей силы[2]. «Портрет в своей современной функции — порождение европейской культуры нового времени с её представлением о ценности индивидуального в человеке, о том, что идеальное не противостоит индивидуальному, а реализуется через него и в нем»[3]. «Главным стержнем в истории развития портретного искусства является представление о человеке»[4]. Именно поэтому жанр находится в упадке в XX веке: «как может он процветать, когда мы полны стольких сомнений в себе?»[5]. Периодами расцвета портрета считаются римский скульптурный портрет, портрет эпохи Возрождения и портрет XVII века, 2-й пол. XVIII века.

Воспроизведение натуры в портрете являлось основным принципом портретного жанра на протяжении веков. Но в различные периоды существовали разные трактовки понятия «сходство». Процесс подражания натуре и перевод её в художественный образ имел каждый раз свои характерные особенности, которые зависели от общих идейных и эстетических предпосылок периода, а также от конкретной творческой практики — творческого метода, стиля и средств художественной выразительности.

## Развитие выразительных средств и типов портрета
В скульптурном портрете развитие реалистического портрета шло двумя путями:
1. Постепенная индивидуализация идеального пластического лица
2. Развитие маски-слепка (например, от посмертной маски)

Скульптурный портрет, благодаря своей осязательной имитационной способности, на ранних стадиях своего развития опережал по скорости эволюции живописный портрет, влияя на его стиль до некоторой степени. Задача живописца всегда была более сложной, так как для передачи объема на плоскости ему требовалось вполне владеть рисунком, светотенью и цветом.
Для эволюции портретного жанра характерны следующие принципы: во-первых, демократизация. Если вначале заказ портретов оставался только прерогативой аристократии, со временем жанр охватил весь социальный спектр. Второй принцип — изменение размеров из-за интеграции портрета в интерьер. Вначале портреты изготавливались небольших размеров и хранились в ящиках (мебели), затем их роль и размер увеличивались, и они становились полноценной частью декора.

## История
Древнейшая известная попытка изобразить человеческое лицо насчитывает 27 тысячи лет. В пещере Вильонер близ города Ангулем (департамент Шаранта) обнаружен меловой «портрет» на естественных выпуклостях стены, напоминающих по форме лицо. Прочерчены горизонтальные линии глаз и рта и вертикальная полоса, обозначающая нос.

### Древний Египет

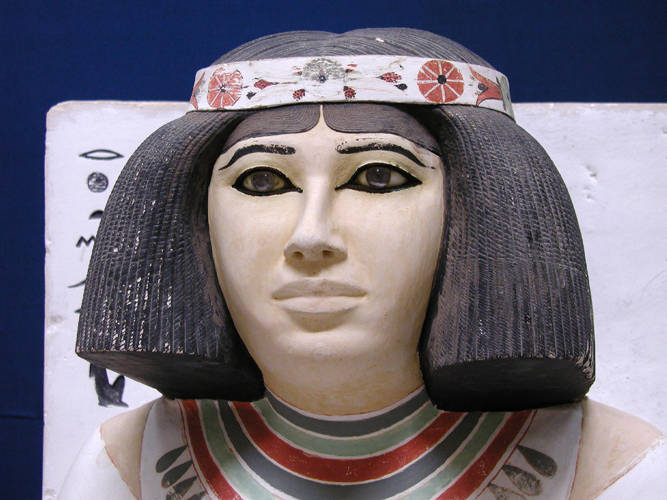
Неизвестный мастер. Фрагмент парной статуи Рахотепа и Нофрет, IV династия (XXVII век до н. э.)

Первые значительные образцы портрета встречаются в древневосточной, главным образом древнеегипетской скульптуре. (Сохранившиеся изображения лиц предшествующего периода — искусства Месопотамии, являются имперсональными изображениями божеств и не несут индивидуальных черт).
Назначение портрета в египетском искусстве обусловлено культовыми, религиозно-магическими задачами. Существовала необходимость «дублирования» модели (то есть портрет был двойником умершего в загробной жизни). Поэтому на канонический тип изображения (воплощающий нечто неизменное) проецировались собственно индивидуальные черты модели. Чем более портрет походил на модель, тем гарантированней была связь между каменным изображением и собственно усопшим: его жизненная сила («Ка»), и его душа («Ба») оставляли человека при его смерти, но Ка могла найти дорогу обратно в тело, для чего его необходимо было сохранять максимально целым и похожим — так возник принцип мумифицирования и портретирования.

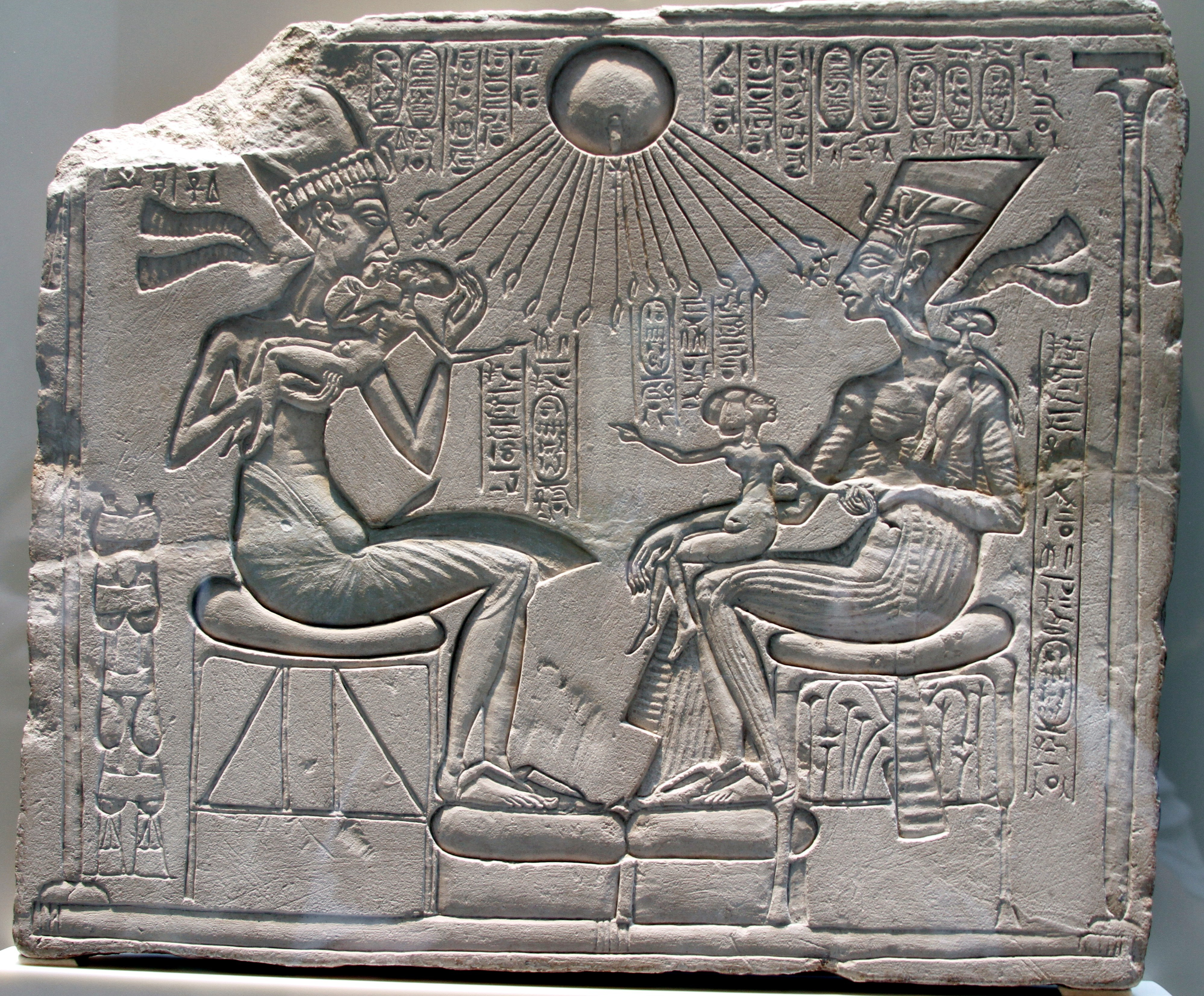
Семейная сцена царственной четы: Эхнатон целует дочь Макетатон, на коленях Нефертити сидит дочь Меритатон, Анхесенамон на плече играет с серьгами матери. Новый музей, Берлин

Известные портреты периода Древнего Царства: статуи супружеской четы Рахотепа и Нофрет, вельможи Ти, Хефрена (Каирский музей), писца Хемона (Лувр), Ранофера. Сохранились образцы деревянной портретной скульптуры — так называемый «Сельский староста» (статуя Каапера — Шейх эль Беледа, Каир). Одна из самых ранних царских статуй — фараона Хасехема (II династия).
В скульптуре устанавливаются строгие каноны определённых типов композиции — тип идущей фигуры с выставленной вперёд ногой (всегда левой), тип коленопреклонённой фигуры, фигуры, сидящей на корточках или на троне, с симметрично положенными на колени руками. Статуи раскрашивались (на некоторых памятниках сохранились краски). Использовалась инкрустация глаз в статуи из полудрагоценных камней. Портретная скульптура Древнего царства всё ещё находится в полном контакте с архитектурой и подчиняется геометризированным принципам. Для всех портретов Древнего царства характерны обобщённая моделировка формы лица, расширяющийся книзу нос, подчёркнуто большие губы. В эпоху V династии власть фараона постепенно ослабевает, и начинают появляться портреты земельной знати, частных лиц. Пропорции тела удлиняются, увеличивается красивая линия силуэта.
Отход от канонических портретных изображений произошёл в правление фараона-реформатора Эхнатона. Это время отличает особое амарнское искусство с его реалистичностью, временами переходящей в натурализм и в то же время символизм. Изображения фараона и его семейства по-прежнему крупнее, но они уже не обязательно идеализированы. Придворный скульптор Бек оставил запись о том, что Эхнатон просил художников изображать всё как можно более реалистично. Правитель предстаёт не в образе воина-завоевателя или охотника, но отцом, мужем. Его часто изображают с дочерьми на коленях, нежно обнимающим жену Нефертити, нередки семейные сценки и сцены богослужений и поклонения Атону. Ярчайшим примером искусства амарнского периода считается бюст Нефертити, обычно приписываемый царскому скульптору по имени Тутмос-младший, в руинах мастерской которого бюст был обнаружен Людвигом Борхардтом в 1912 году.

### Древняя Греция

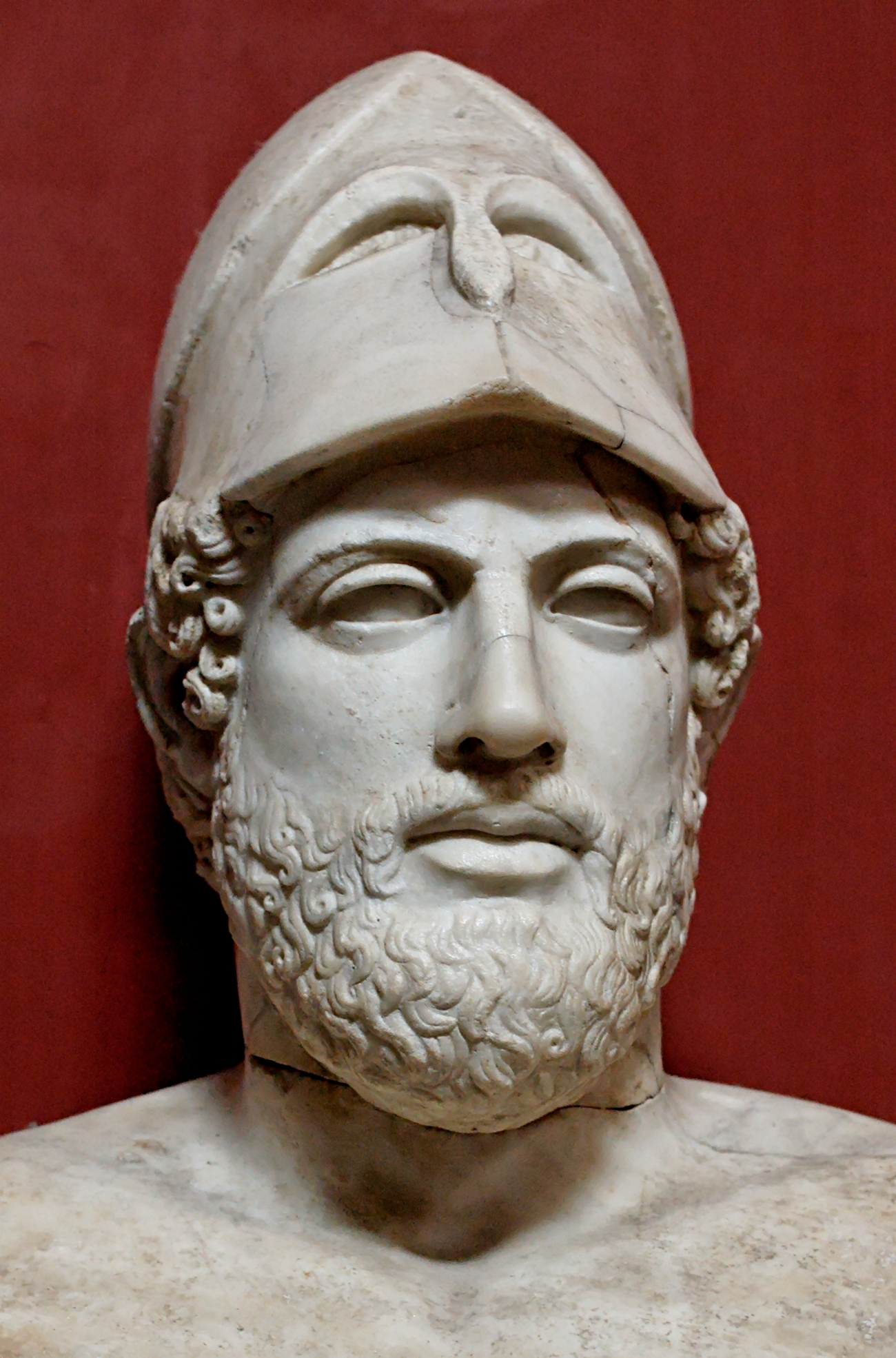
Кресил (копия). «Портрет Перикла», ок. 430 г. до н. э.

У древних греков долгое время портрета в строгом смысле слова не существовало. У них был обычай награждать победителей спортивных игр постановкой их статуй в публичных местах, однако это были идеальные фигуры атлетов, которые изображали их лишь в общих чертах, идеализированно, и были выполнены по идеальному канону красоты. Эллинские республики даже запрещали общественным деятелям и частным лицам заказывать свои реалистические портреты, считая, что они могут развить в гражданах тщеславие и противоречат принципу равенства между ними. В эпоху классики создаются обобщённые, идеализированные скульптурные портреты поэтов, философов, общественных деятелей.
Только в V веке до н. э. впервые появились у греков настоящие портретные гермы и статуи, а именно в числе произведений Димитрия Алопекского, жившего во времена Перикла.

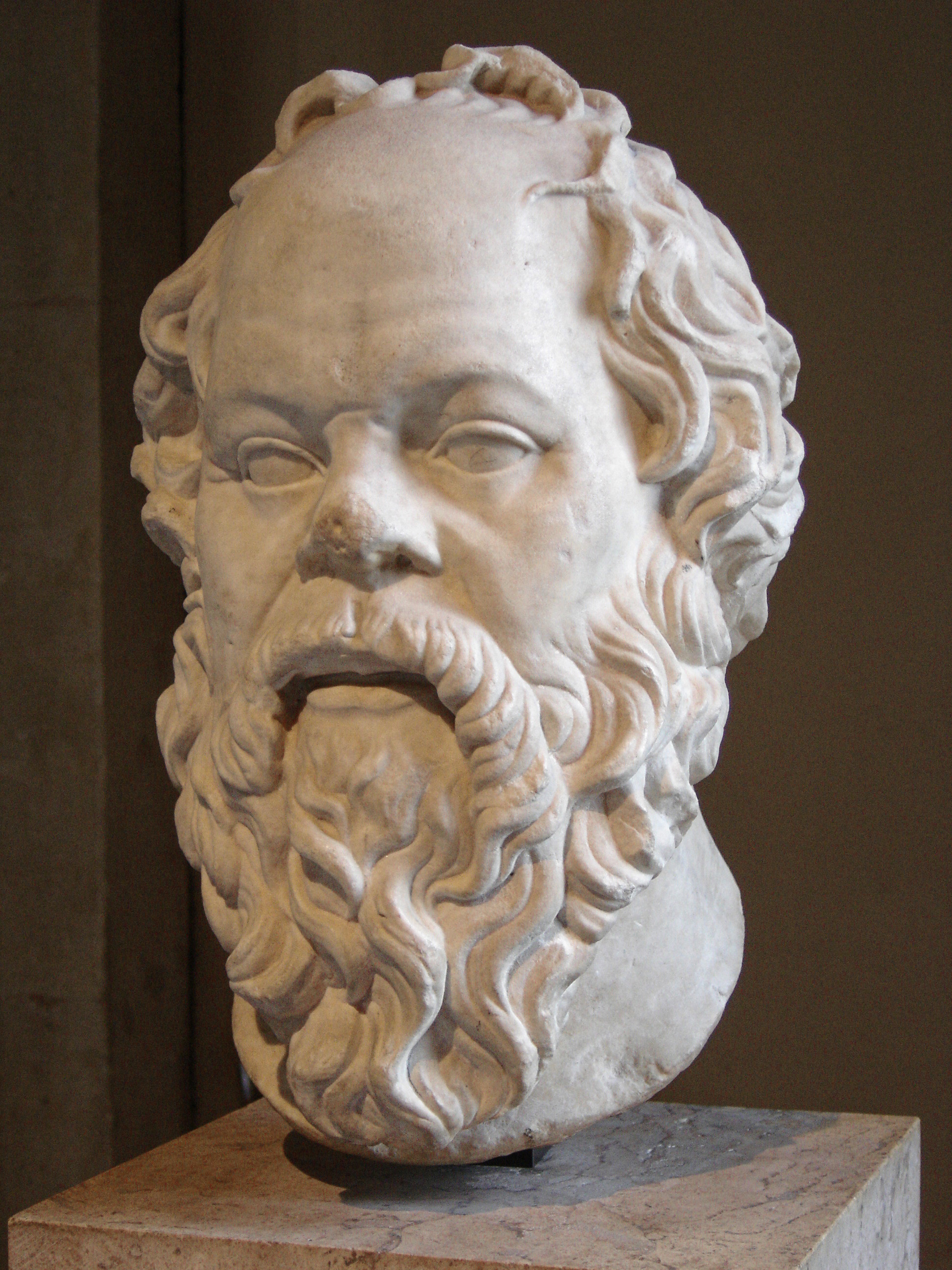
Лисипп (копия) Портрет Сократа, III в. до н. э.

Реалистическое направление окончательно утвердилось в портретной скульптуре в эллинистическом искусстве — при Александре Македонском, благодаря Лисиппу и его брату, Лисистрату, который первый стал формовать маски с натуры. «Эллинистические портреты, сохраняя свойственный греческим художникам принцип типизации, несравненно более индивидуальнно передают не только черты внешнего облика, но и различные оттенки душевного переживания модели. Если мастера классического времени в портретах представителей одной и той же общественной группы подчеркивали прежде всего черты общности (так возникли типы портретов стратегов, философов, поэтов), то эллинистические мастера, в сходных случаях сохраняя типические основы образа, выявляют характерные особенности данного конкретного человека». С конца V в. до н. э. древнегреческий портрет всё более индивидуализируется, в конце концов тяготея к драматизации образа.

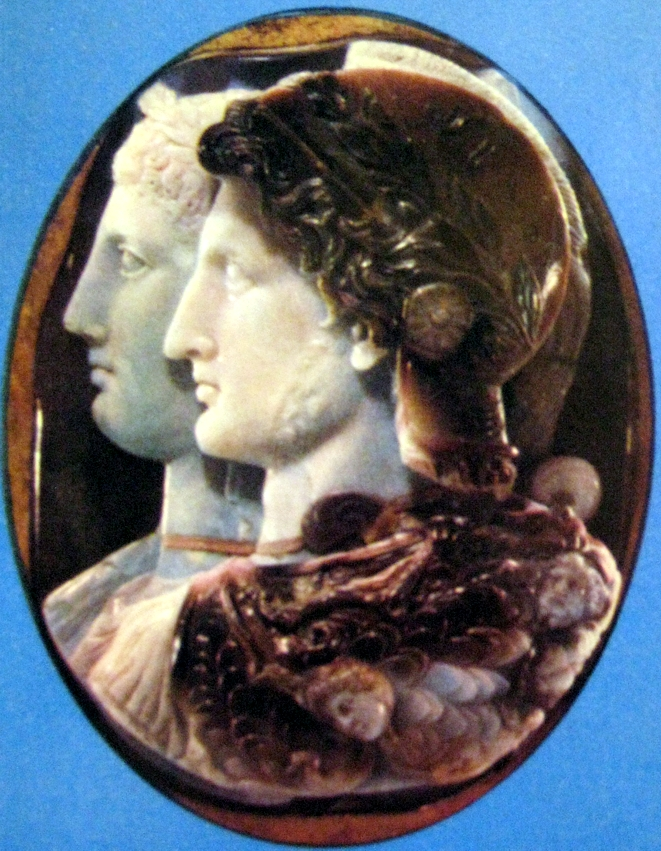
«Камея Гонзага»: Птолемей II и Арсиноя, III в. до н. э.

«Индивидуализм в эллинистическую эпоху выступает, с одной стороны, в форме самоутверждения сильной эгоистической личности, стремящейся любыми средствами возвысить себя над общественным коллективом и подчинить его своей воле. Другая форма эллинистического индивидуализма связана с сознанием человеком своего бессилия перед законами бытия. Она проявляется в отказе от борьбы, в погружении в свой внутренний мир. Обе эти формы нашли своё отражение в эллинистическом портрете, где можно выделить две основные линии: тип портрета эллинистических правителей, в котором задача художника — прославление человека сильной воли и энергии, беспощадно сметающего на своем пути все препятствия для достижения своей эгоистической цели, и тип портрета мыслителей и поэтов, в образах которых нашло отражение сознание противоречий реальной действительности и бессилия преодолеть их».
Источники рассказывают о существовании в Греции живописного портрета, в частности превозносится Апеллес, но ничего из работ этого периода не сохранилось.

### Древний Рим
Из Греции искусство портретов перешло к римлянам, которые к прежним родам пластических портретных изображений, (статуе и герме), прибавили новый род — бюст. Многие греческие ремесленники работали в Риме, правда, уже с соблюдением желаний римского заказчика.

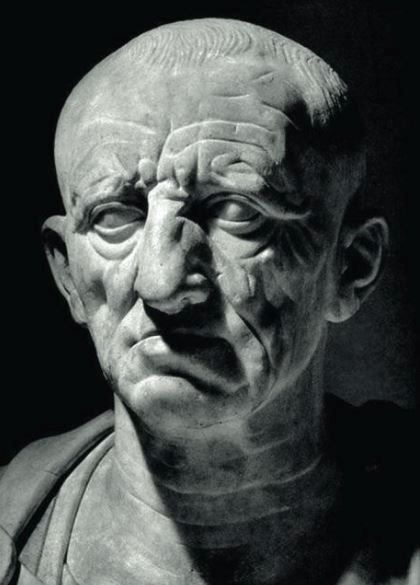
Т. н. «Портрет Катона Старшего», ок. 80 г. до н. э.

Развитие древнеримского портрета было связано с усилением интереса к конкретному человеку (в отличие от интереса к человеку вообще в искусстве Древней Греции), с расширением круга портретируемых. В основе художественной структуры древнеримского портрета — чёткая и скрупулёзная передача неповторимых черт модели при соблюдении единства индивидуального и типического. В отличие от древнегреческого портрета с его тягой к идеализации (греки считали, что хороший человек обязательно должен быть красивым — калокагатия), римский скульптурный портрет оказался максимально натуралистичным и до сих пор считается одним из наиболее реалистичных образцов жанра за всю историю искусства. Древние римляне обладали такой верой в себя, что считали человека достойным уважения в том виде, какой он есть, без приукрашивания и идеализации, без сокрытия следов старения и физических недостатков (см. к примеру портрет императора Вителлия).

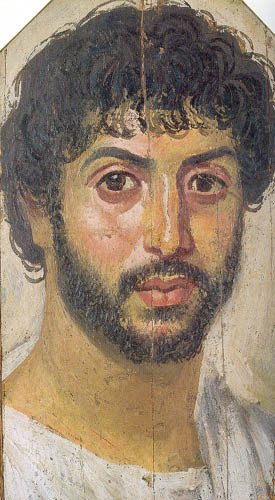
Фаюмский портрет: т. н. «Il Bello», ок. I—II вв. н. э.

Одним из корней подобного реализма стала техника: римский портрет развился из посмертных масок, которые было принято снимать с умерших и хранить у домашнего алтаря (lararium) вместе с фигурками лар и пенатов. Они изготавливались из воска и назывались imagines. В случае смерти представителя рода маски предков неслись в погребальной процессии, чтобы подчеркнуть древность аристократического рода. (Это являлось рудиментом культа предков). Кроме восковых масок, в ларариуме хранились бронзовые, мраморные и терракотовые бюсты предков. Маски-слепки делались непосредственно с лиц усопших и потом обрабатывались с целью придания им большего натуроподобия. Это привело к прекрасному знанию римскими мастерами особенностей мускулатуры человеческого лица и его мимики, что повлекло за собой прекрасные результаты уже при обычном позировании. Корни подобного погребального культа были восприняты римлянами у этрусков, у которых портрет также был чрезвычайно развит.
Во времена Республики стало принято воздвигать в публичных местах статуи (уже в полный рост) политических должностных лиц или военных командиров. Подобная честь оказывалась по решению Сената, обычно в ознаменование побед, триумфов, политических достижений. Подобные портреты обычно сопровождались посвятительной надписью, рассказывающей о заслугах (cursus honorum). В случае преступления человека его изображения уничтожались (damnatio memoriae). С наступлением времен Империи портрет императора и его семьи стал одним из мощнейших средств пропаганды.
Наряду с портретными бюстами и статуями, широкое распространение получили портреты на монетах, камеях и т. п., отчасти живописные портреты. Искусство чеканки было так развито, что по профилям на монетах (сопровождаемых надписями) современные исследователи опознают безымянные мраморные головы. Ранние образцы станковой портретной живописи представляют фаюмские портреты (территория эллинистического Египта, I—IV вв. н. э.), исполнявшие функцию погребальных масок. Во многом связанные с традициями древневосточного портрета и с религиозно-магическими представлениями, вместе с тем они создавались под воздействием античного искусства, непосредственно с натуры, несли в себе ярко выраженное сходство с конкретным человеком, а в поздних образцах — специфическую духовность.

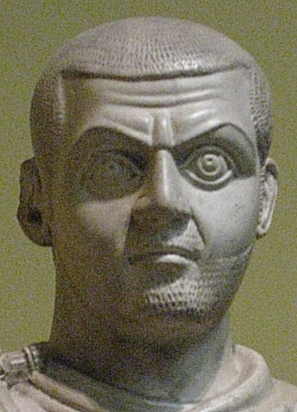
«Портрет Максимина Дазы», III—IV вв.

### Портрет Средневековья

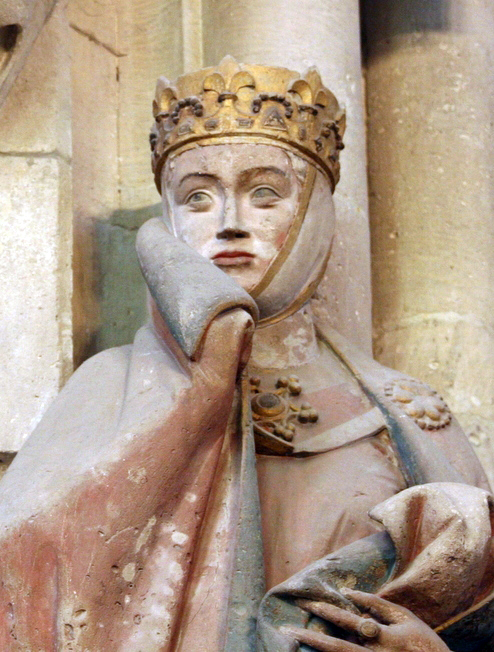
Неизвестный готический скульптор. Ута Балленштедтская. Наумбургский собор, ок. 1250—60

Византийская и Западная Римская империя не наследуют реалистический римский портрет. Мастера этих периодов изображают свои модели обобщенно и спиритуализировано, вдобавок, происходит значительный регресс технического мастерства, из-за чего портреты различных императоров практически не отличимы, а идентифицировать по однообразным профилям на монетах мраморный бюст (также выполненный по канону) практически невозможно.
В следующее тысячелетие Европа не дает качественных образцов портрета. Происходит полный упадок жанра. Средневековая культура была сосредоточена на борьбе спиритуалистических и стихийно-материалистических тенденций, что наложило на развитие портрета особый отпечаток. Средневековый художник, ограниченный строгими церковными канонами, редко обращался к портрету. Личностное начало в его понимании растворялось в религиозной соборности. В период Средневековья реалистический, натуралистический портрет встречается очень редко. Упрощенные и стандартизованные черты изображенного персонажа позволяют идентифицировать его только с определенной общественной ролью.

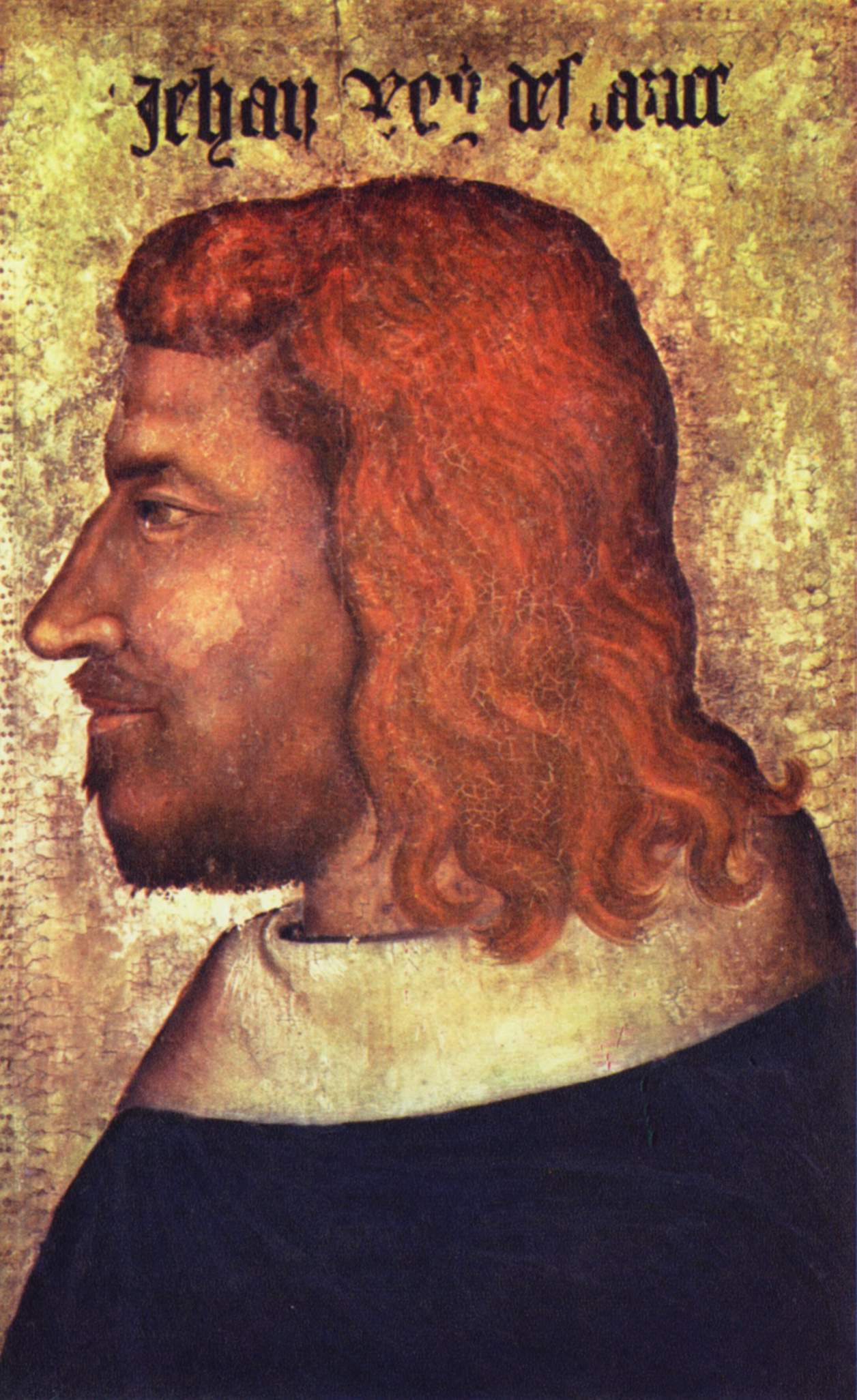
Неизвестный художник. «Портрет Иоанна Доброго», ок. 1349

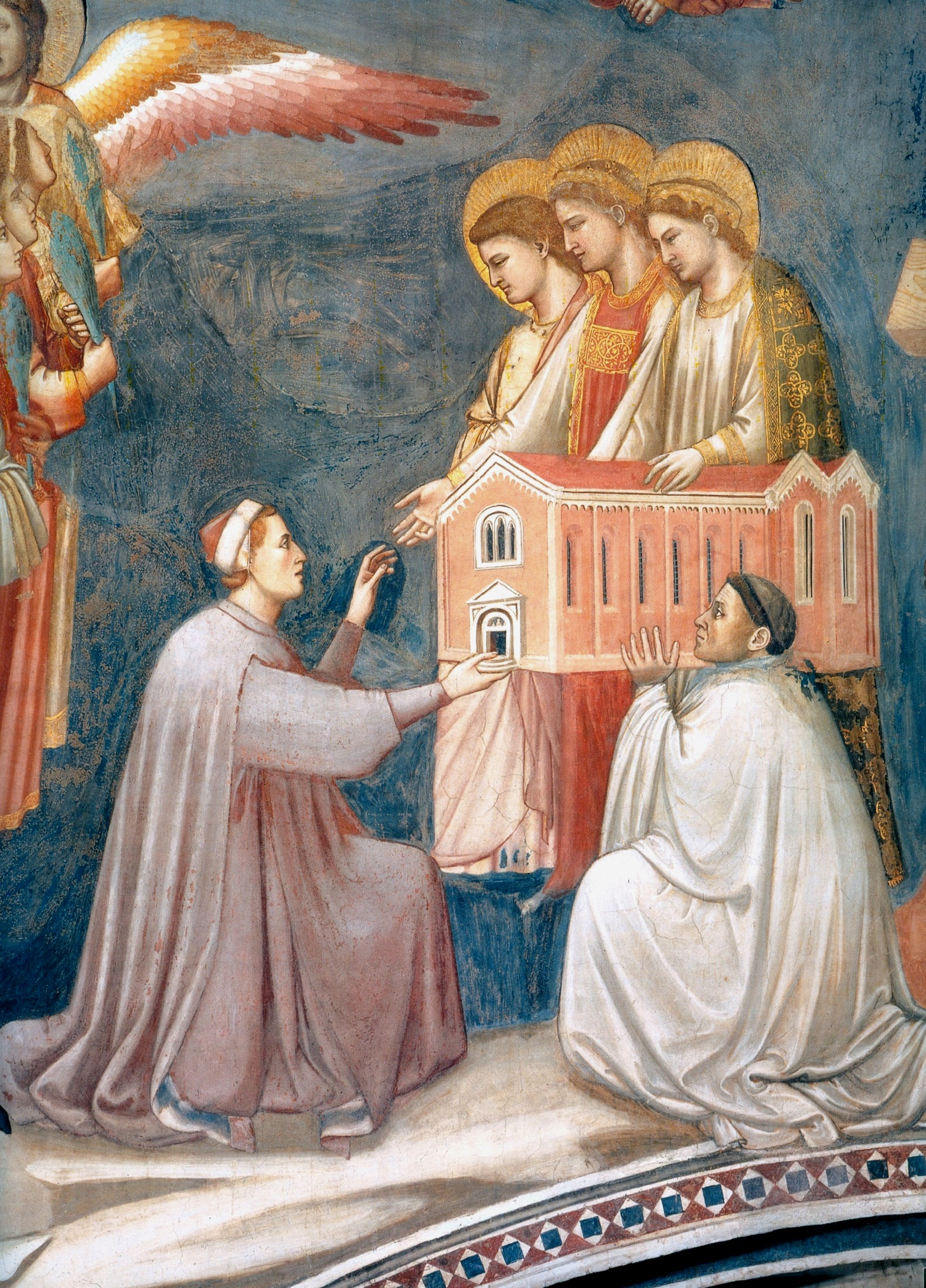
Джотто: Энрико Скровеньи вручает модель своей капеллы Богородице

Средневековый портрет в большинстве своих образцов имперсонален. В то же время некоторым готическим скульптурам, а также фрескам и мозаикам византийских, русских и др. церквей присущи духовная характерность, ясная физиономическая определённость: художники понемногу придают святым черты лица реальных людей. Автопортреты находят в миниатюрах писцов, например, в работе Хильдегарды Бингенской.
Более или менее портрет начинает возвращаться в искусство начиная с X—XII века, оставаясь, тем не менее, на подчиненных ролях. Он является частью церковного архитектурно-художественного ансамбля, сохраняясь в надгробиях, на монетах и в книжной миниатюре (особенно в портретах заказчиков, которым подносились книги. Его моделями являются преимущественно знатные лица — правители и члены их семей, свита, донаторы монастырей и церквей. «Долгий путь к реалистическому портрету начинается с изображений патрона», пишут исследователи. Одна из первых таких работ — портрет Энрико Скровеньи работы Джотто на стенах капеллы Скровеньи в Падуе, 1304—1306 гг.
Понемногу портрет начинает проникать в станковую живопись. Один из первых примеров станкового портрета этого периода — «Портрет Иоанна Доброго» (ок. 1349 г.). В 1360—1380 годах решающий импульс развитию портрета придал французский двор Валуа; ранние образцы европейского портрета относятся именно к этому периоду.
Изображения правителей на монетах, известные в античности, в Средневековье также отсутствуют. Рождение монетного изображения в Западной Европе связывается с монетой, вычеканенной Сиджизмондо Малатеста для города Брешиа уже только около 1420 года. Это было началом отхода от средневековой традиции воспроизведения при чеканке символического образа властителя и, как следствие, перехода к изображению конкретного лица.

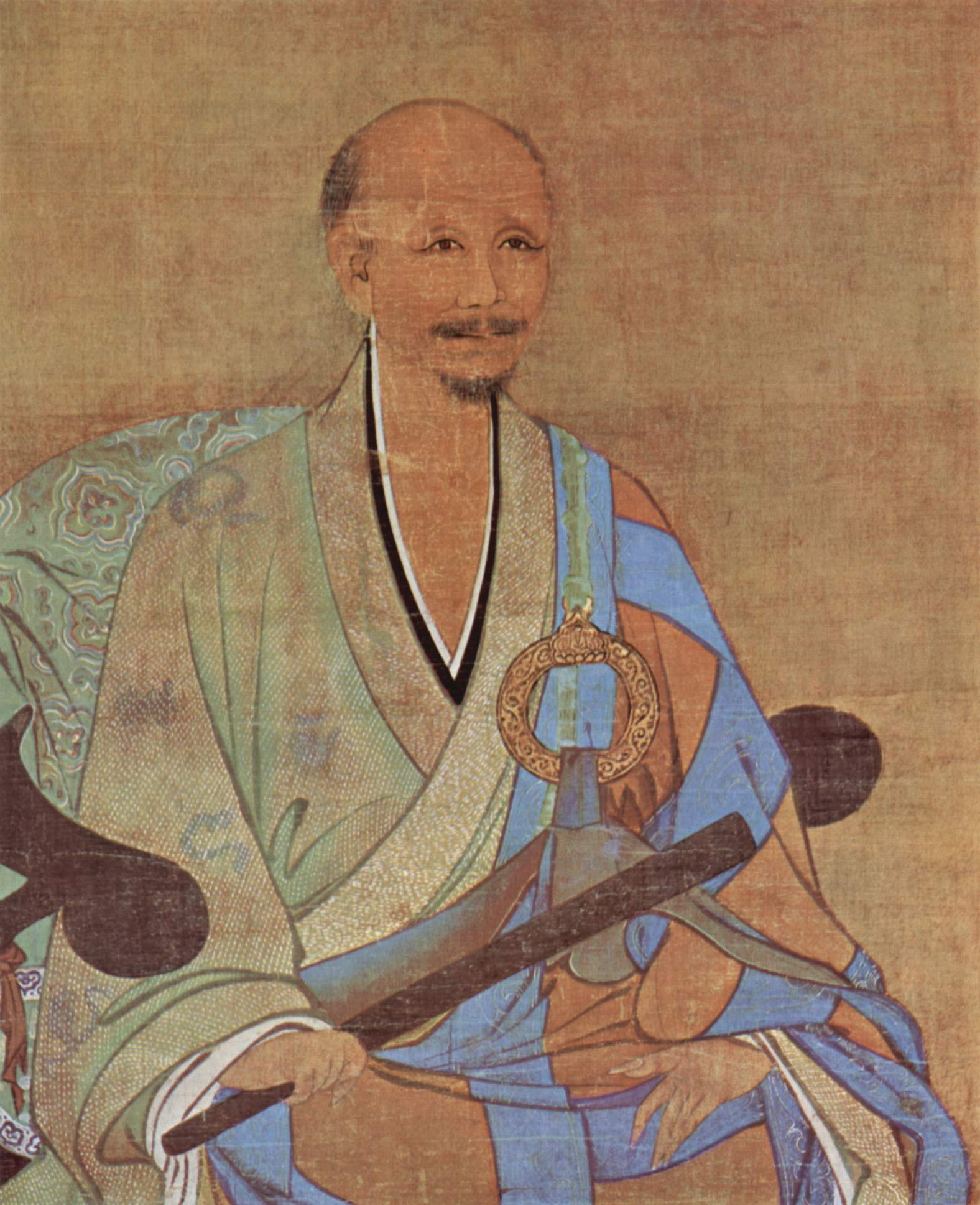
Неизвестный художник. «Портрет буддистского монаха Учжунь Шифаня», 1238 г.

#### За пределами Европы
На территориях Востока, (где не было Тёмных веков), ситуация с портретным жанром в это время была более благоприятной. (Китайский портрет, вероятно, восходит к 1000 г. до н. э., хотя сохранившиеся памятники относятся только к 1000 н. э.). Большой конкретностью отличается средневековый китайский портрет (особенно периода Сун, X—XIII вв.). Несмотря на подчинение строгому типологическому канону, средневековые китайские мастера создали множество ярко индивидуализированных светских портретов, часто выявляя в моделях черты интеллектуализма. Психологически заострены некоторые портреты средневековых японских живописцев и скульпторов (например, «Портрет Минамото но Ёритомо»). Высокие образцы портретной миниатюры были созданы мастерами Средней Азии, Азербайджана, Афганистана (Кемаледдин Бехзад), Ирана (Реза Аббаси), Индии (Мир Хашим).

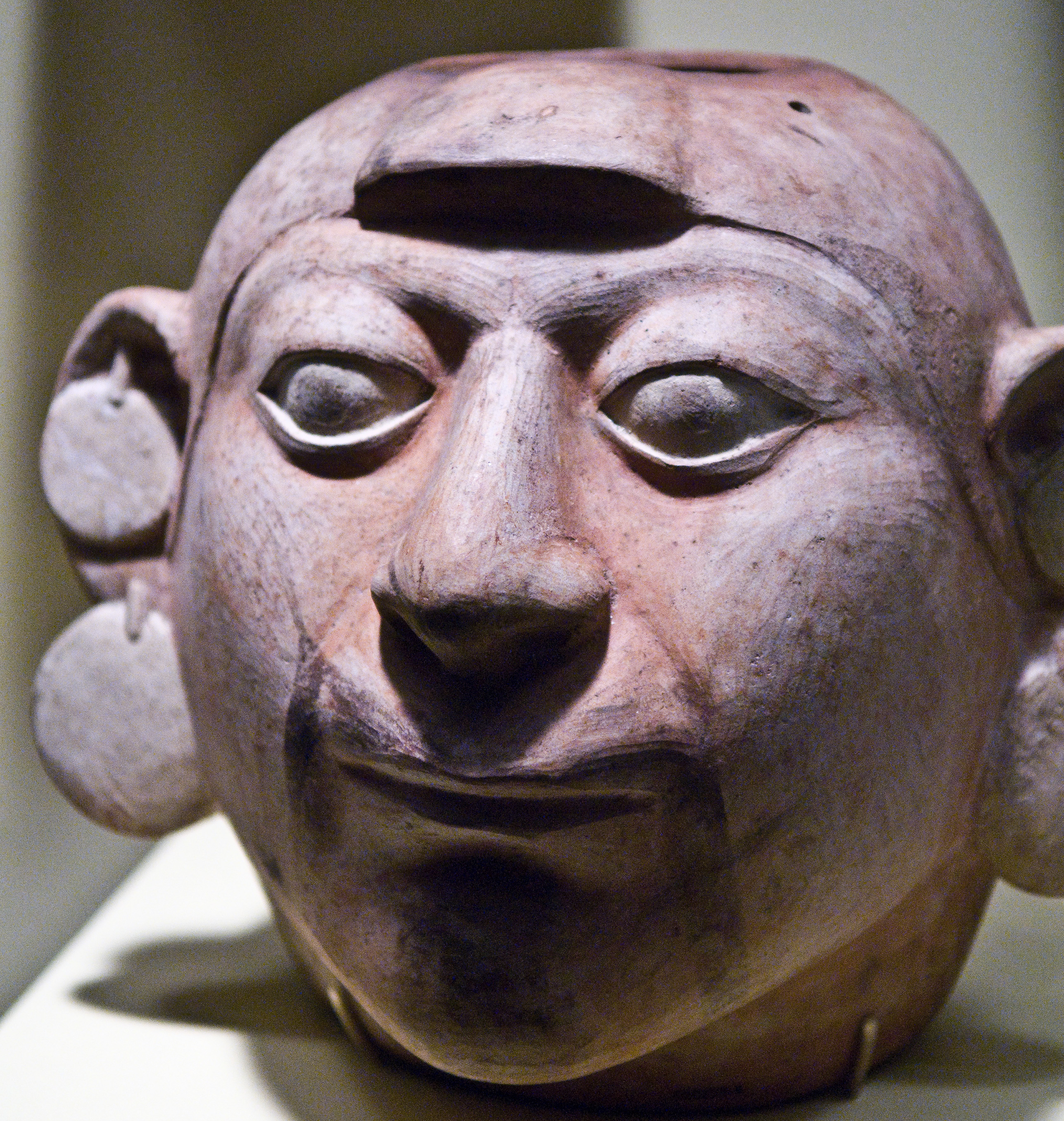
Артефакт культуры мочика

Перуанская культура индейцев мочика (I—VIII вв.) была одной из немногих древних цивилизаций Нового Света, где существовали портреты. Эти работы точно представляют анатомические особенности людей. Модели изображали так узнаваемо, что не было необходимости в атрибутах или подписях с именами. Мы легко узнаем членов элиты, священников, воинов и даже ремесленников. Встречаются люди разных возрастов. Женских портретов до сих пор не найдено ни одного. Есть специфический акцент на представлении деталей головных уборов, причесок, украшения тела.

### Портрет Возрождения

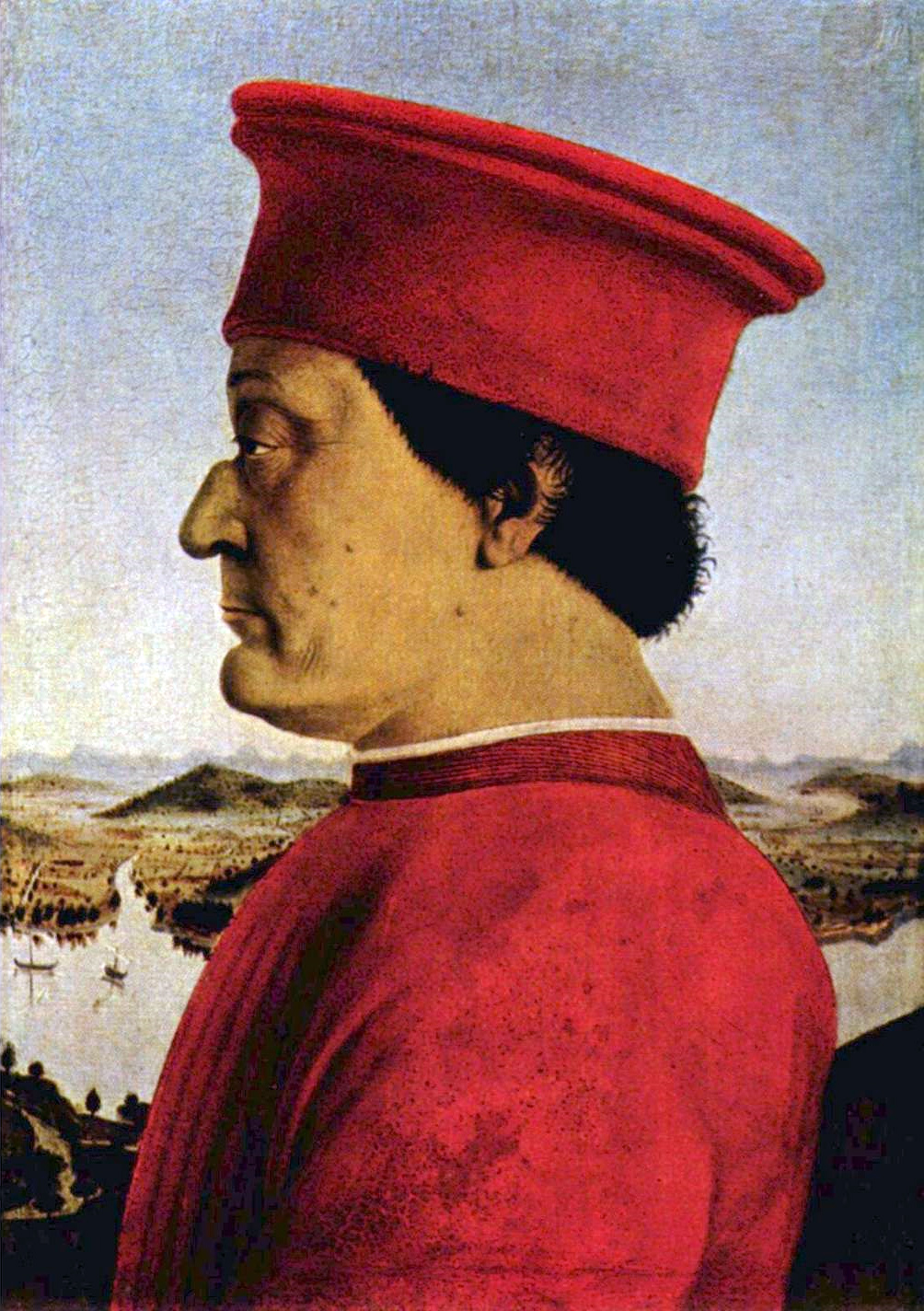
Пьеро делла Франческа, «Портрет герцога Федериго Монтефельтро», 1465—1466

Перелом в портретном искусстве, которое снова вышло на видные позиции, наступил в эпоху Ренессанса. Он был связан с изменением идеологии эпохи. Ренессансный человек был полон гуманистического реализма, то есть он ослабил путы религии и уверовал в силу личности, стал считать себя мерой всех вещей — и поэтому он вышел на первый план в искусстве.

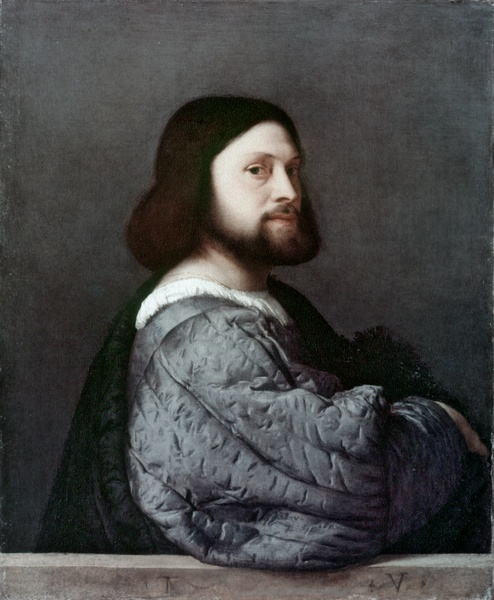
Тициан, «Мужчина в голубом (т. н. портрет Людовико Ариосто», 1512

В Италии портрет воскресили прежде всего скульпторы — Дезидерио да Сеттиньяно, Мино да Фьезоле, Антонио Росселлино, Лука делла Роббиа, Донателло и т. д. Они быстро достигли блестящих результатов в своём стремлении воспроизводить человеческие лица согласно с действительностью, определённо выражать характеры и соблюдать благородство стиля. Первые портреты отталкивались от античных монет и медалей, и поэтому часто изображают модель в профиль. Чтобы «развернуть» позируемого анфас и в три четверти, (написав их также, как ранее Христа и святых в сакральных картинах), потребовалось определённое время и умственное усилие. Т. н. Выход из профиля в фас является композиционным симптомом становления жанра европейского портрета в эпоху раннего Возрождения. Другой важный компонент развития портрета — возникновение техники масляной живописи, которая позволила письму стать более тонким и психологичным.
Новая идеология требовала новой структуры портрета. Портретисты Ренессанса во многом идеализировали модель, но при этом непременно старались постигнуть её сущность. «Изображая своего героя в определённой земной среде, художник свободно располагал модель в пространстве. И модель всё чаще выступала не на условном, ирреальном фоне, как это было в искусстве Средневековья, а в единстве с реалистически трактованными интерьером или пейзажем, часто — в непосредственном живом общении с вымышленными (мифологическими и евангельскими) персонажами. В монументальных росписях среди других персонажей художник также нередко изображает себя».

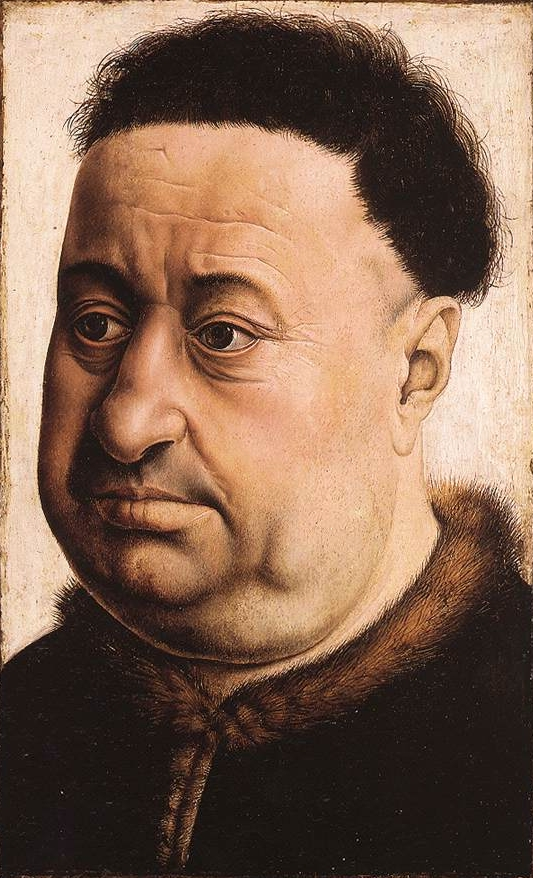
Робер Кампен. «Портрет толстого мужчины». Ок. 1425

Отличительные особенности ренессансного портрета отчасти наметились уже в портрете XIV века (Джотто, Симоне Мартини) и прочно утвердились в XV в. (Мазаччо, Доменико Венециано, Доменико Гирландайо, Сандро Боттичелли, Пьеро делла Франческа, Пинтуриккьо, Мантенья, Антонелло да Мессина и проч.).
Во второй половине XV века «портретирование» во фреске было очень распространено. В это время особенно интенсивно начинает развиваться изолированный портрет. Скульпторы раньше чем живописцы создают тип индивидуального портрета, это объясняется влиянием римского античного портрета. Форму погрудного профильного портрета, существовавшего в Италии на протяжении всего XV века, обычно связывают с влиянием античных медалей. Также живописные и медальерные портреты Пизанелло сыграли исключительно важную роль в развитии портретного искусства XV века. Но развитие жанра в республиканской Флоренции сдерживалось отношением ко всякой попытке отдельной личности выделиться из гражданского коллектива. А в придворной среде североитальянских княжеств искусство портрета развивалось беспрепятственно. Феррара была центром, откуда «пизанелловская» традиция пришла в северо-итальянскую живопись.
Профильные портреты сохраняют свою композиционную память о своей принадлежности к некоему уже существующему целому. Само профильное положение фигуры рождает впечатление асимметрии, сдвинутости композиции. Каждый профильный портрет кватроченто мыслился как часть боковой фигуры, расположенной справа или слева от несуществующей главной. Это ясно ощущаемое наличие невидимого центра, к которому обращены, который словно предстают все эти профильные портреты, звучит в них как отголосок средневековой соборности.
Композиционная несамостоятельность, фрагментарность профильного портрета кватроченто сказывается и в том, что он постоянно как бы требует некоторого дополнения. Отсюда — распространение парных портретов. Их сохранилось немного, но вполне вероятно, что многие из единичных портретов первоначально составляли диптихи, впоследствии разрозненные. В ряде случаев можно говорить и о более сложных ансамблях, в состав которых входили, кроме портретов, также символические или геральдические изображения.

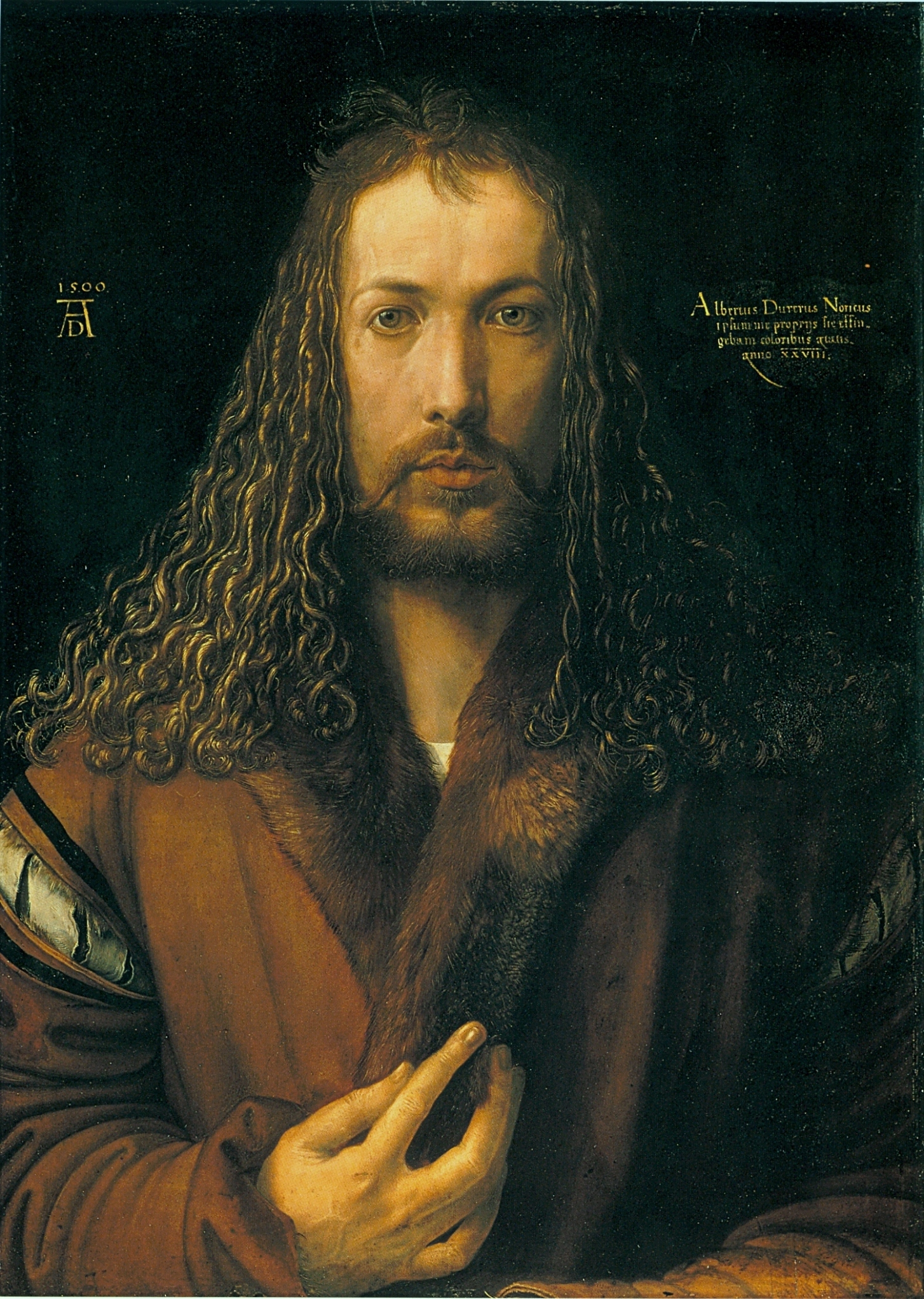
Альбрехт Дюрер, «Автопортрет», 1500

Ренессансный антропоцентризм особенно ярко проступает в портретном творчестве мастеров Высокого Возрождения. Леонардо да Винчи, Рафаэль, Джорджоне, Тициан, Тинторетто ещё в большей мере углубляют содержание портретных образов, наделяют их силой интеллекта, чувством личной свободы и духовной гармонией, существенно обновляют средства художественной выразительности (воздушная перспектива Леонардо да Винчи, колористические открытия Тициана). Самый известный портрет в мире — «Мона Лиза» кисти да Винчи был написан именно в эту эпоху. Наиболее прославленным мужским портретом этого времени был «Портрет Бальдассаре Кастильоне» Рафаэля (согласно своей значимости висел в Лувре напротив «Моны Лизы»).
Достижениям итальянских живописцев Ренессанса предшествовали успехи представителей Северного Возрождения, особенно мастеров ранней нидерландской живописи, в том числе Ян ван Эйки и Ханс Мемлинг, Робер Кампен. «При известной стилистической общности с итальянским портретом их произведения отличаются большей духовной заострённостью характеристик, предметной точностью изображения. Если итальянцы часто как бы возносили своего героя над миром, то здесь портретируемый нередко представлен как неотъемлемая частица мироздания, органично включенная в его бесконечно сложную систему» — для это использовалось как подробное прописывание материальной среды вокруг, так и малейших морщин на лице.
Из немецких живописцев этого периода особенно знамениты портретисты А. Дюрер и Ганс Гольбейн Мл. Менее известны французские мастера (Жан Фуке, Франсуа Клуэ, Корнель де Лион).

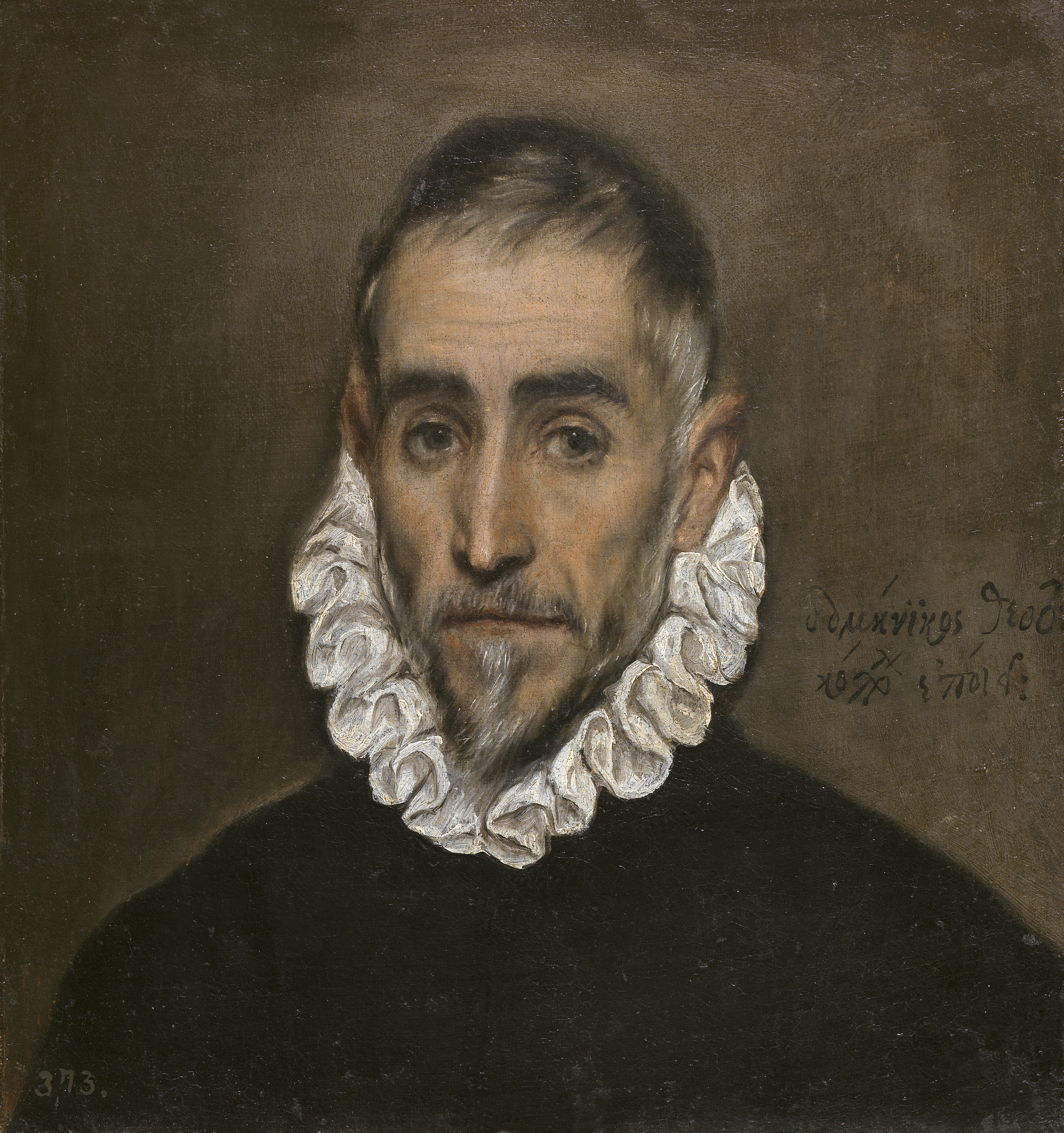
Эль Греко. «Портрет пожилого кабальеро», ок. 1584—1594 гг.

#### Портрет маньеризма
В искусстве маньеризма (XVI век) портрет утрачивает ясность ренессансных образов. В нём проявляются черты, отражающие драматически тревожное восприятие противоречий эпохи. Меняется композиционный строй портрета. Теперь ему присуща подчёркнутая острота и насыщенность духовного выражения. Это в разной степени свойственно портретам итальянцев Понтормо и Бронзино, испанца Эль Греко.
В эту эпоху в разных странах возникают новые формы группового портрета. Иератически застывшие портретные группы Средневековья сменяются многофигурными композициями, полными живой и действенной взаимосвязи между персонажами. Создаются первые значительные образцы группового и парного портрета в станковой живописи. В различных видах также развивается тип исторического портрета.

### Портрет XVII века

Диего Веласкес. «Портрет карлика дона Себастьяна Морра», 1645

В XVII веке высшие достижения в жанре портрета были созданы наследниками нидерландской живописи. К этому времени она разделилась на две самостоятельные ветви — фламандскую и голландскую школы. Для художников этих школ портрет приобретал все большее и большее значение, а техника значительно совершенствовалась.

Рембрандт. «Урок анатомии доктора Тульпа», 1632

В этот период в жизни европейских стран произошли коренные сдвиги — общественные, идеологические и научные. Они повлияли на сложение новых форм портрета, который теперь наполнен изменившимся мировосприятием. Оно порвало с антропоцентризмом, который был присущ Возрождению. Личность испытывала кризис, взгляд на действительность больше не был гармоничным, внутренний мир человека усложнялся. Возникали более сложные связи с внешним миром, но при этом одновременно присутствовало стремление к более глубокому самопознанию. Поэтому в портрете происходит поиск: создатели ищут бо́льшую адекватность истинному облику модели, пытаются раскрыть её характер многосложно. Происходит глубокая демократизация портрета, что особенно заметно в Голландии. На портретах появляются люди, представляющие самые различные социальные слои общества, национальные и возрастные группы. В этот период ключевые позиции в портрете переходят к жанру станковой живописи.

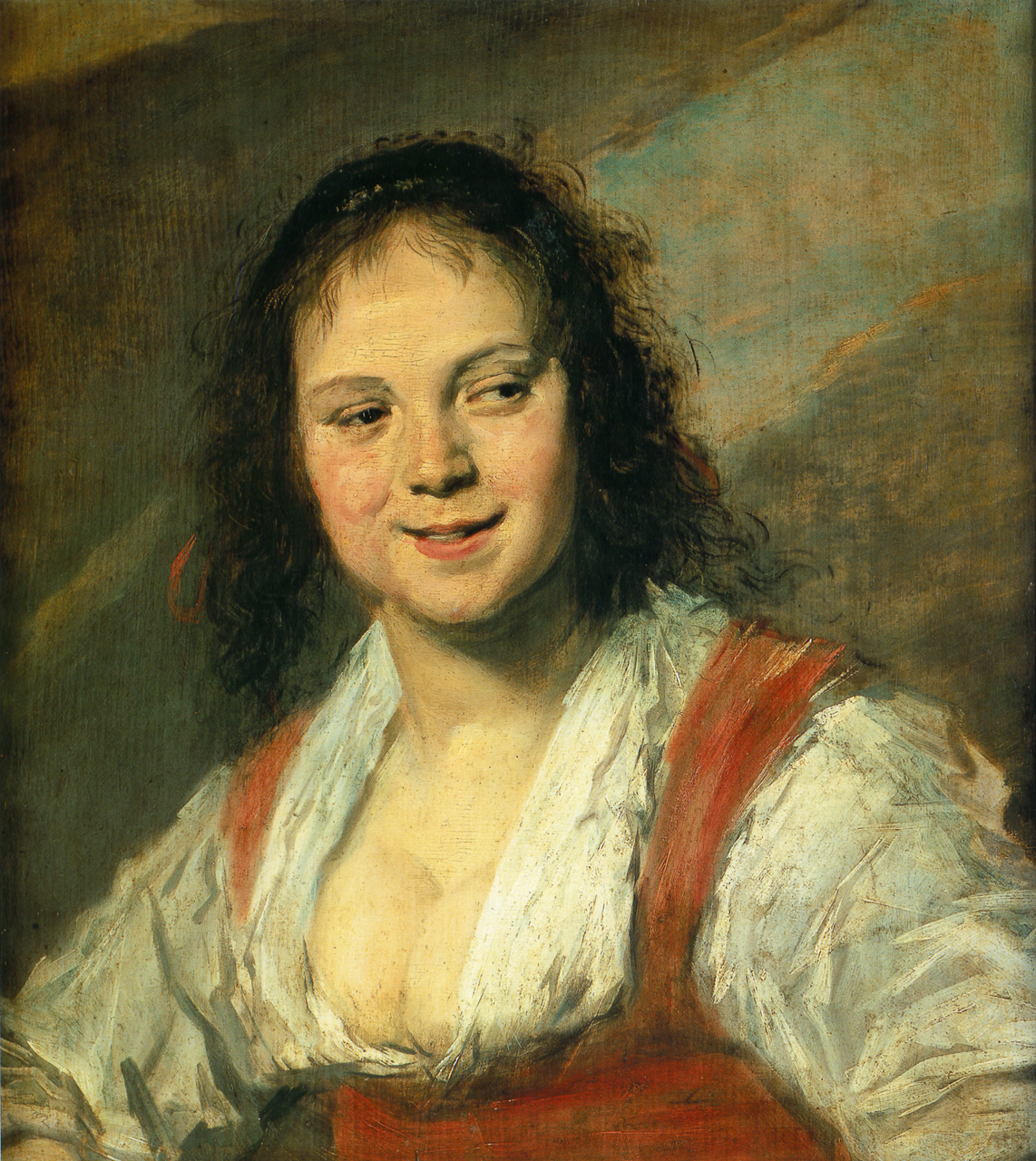
Франц Хальс. «Цыганка», 1628—1630

По причине усиления буржуазии увеличивается количество заказчиков портретов. В Голландии становится необычайно популярным групповой портрет. Также художники начинают создавать портреты-типы людей из народа (Диего Веласкес, Хальс). Возросшая тяга художников к самопостижению, утверждению творческой личности способствует разработке форм автопортрета (Рембрандт, его ученик Карел Фабрициус, Антонис ван Дейк, Николя Пуссен). По прежнему не сдает позиций и аристократический портрет: Рубенс, Веласкес, ван Дейк создают как парадные портреты, так и проникновенно-лирические, интимные вещи. Техника живописи находится на весьма высоком уровне, происходит эволюция выразительных средств: «убедительная передача световоздушной среды посредством светотеневых контрастов, новые приёмы письма плотными короткими, подчас раздельными мазками, что сообщает изображению неведомую дотоле жизненность, реально осязаемую подвижность».

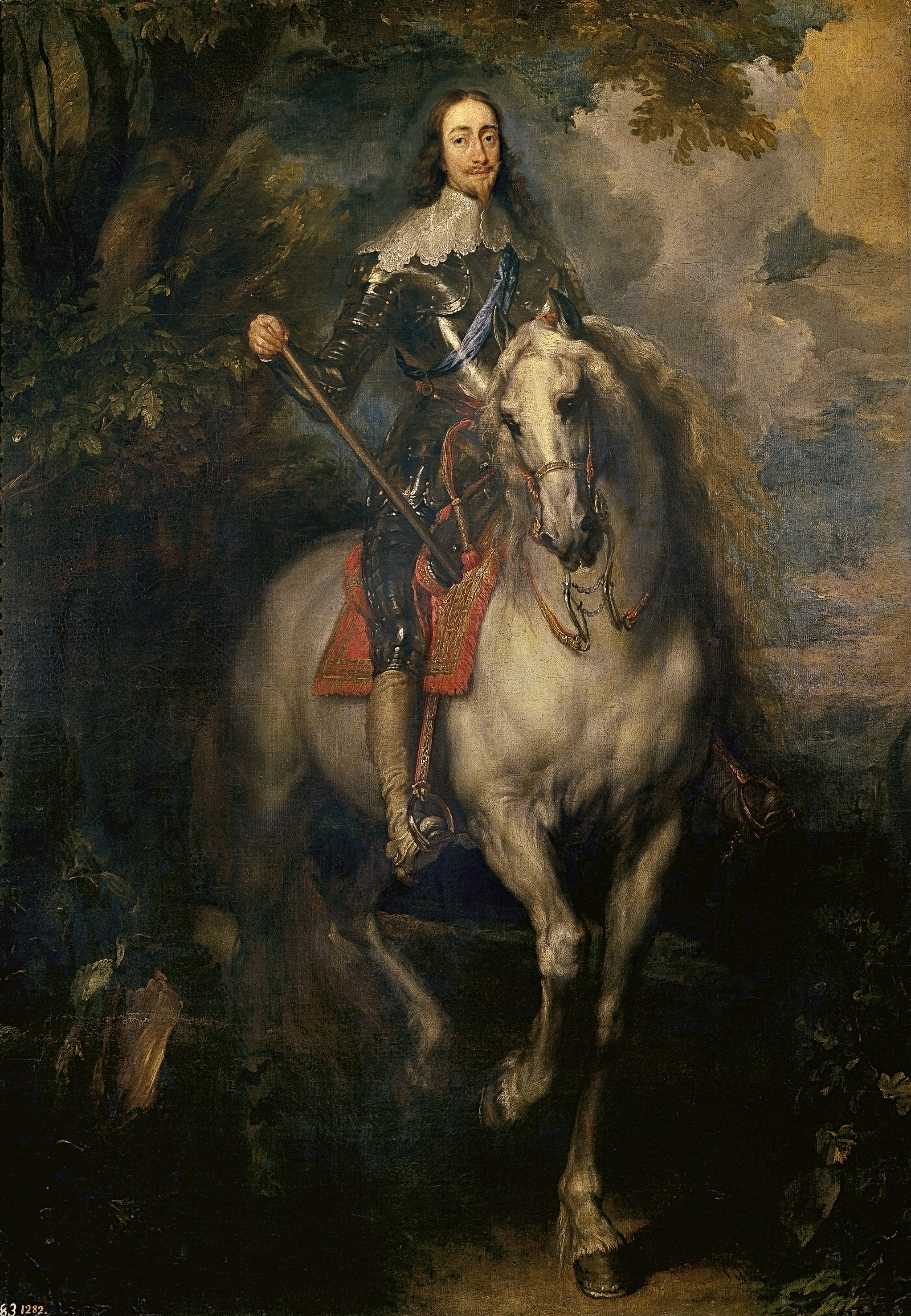
Антонис ван Дейк. «Конный портрет Карла I», 1635—1640

В основе композиции многих портретов этого периода оказывается движение, при этом огромная роль отводится выразительности жеста модели. Активизируется сюжетная взаимосвязь героев группового портретов, заметно обозначается его тенденция к перерастанию в групповой портрет-картину (пример — «Ночной дозор» Рембрандта).
Значение крупнейших портретистов XVII века выходит далеко за пределы эпохи. Величайшими портретистами между фламандцами были Питер Пауль Рубенс и Антонис ван Дейк, а между голландцами — Рембрандт, Франц Хальс. Испанский художник того периода Диего Веласкес считается одним из величайших портретистов за всю историю жанра. Из портретистов других стран можно назвать Витторе Гисланди (Италия), Франсиско Сурбаран (Испания), Самуэль Купер (Англия), Филипп де Шампань, Матье Ленен (Франция).
Одновременно намечаются и негативные тенденции в развитии портретного жанра: во многих парадных портретах реалистическое уже с трудом прорывается сквозь условность форм барокко. Ряд портретов уже несёт в себе откровенную идеализацию высокопоставленного заказчика (Пьер Миньяр, Антуан Куазевокс, Питер Лели).
Со складыванием академической живописи сформировалась т. н. иерархия жанров с условным делением жанров искусства на «высокие» и «низкие», причем портрет стали относить к «низким» жанрам, (в отличие от «высоких» мифологического и исторического жанров). Такое положение сохранялось до победы импрессионистов над Французской Академией под конец XIX века.

Гиацинт Риго. «Портрет Людовика XIV», 1701

### Портрет XVIII века
С исходом XVII века манерность и условность, водворившиеся во всех видах живописи, помешали портрету удержаться на достигнутой им высоте. Жанр деградировал и был отодвинут на второй план как в живописи, так и в скульптуре. Достижения реалистического портрета предаются забвению. Заказчик — как аристократ, так и буржуа требует от художника безоговорочной лести. В работах появляется приторная сентиментальность, холодная театральность, условная репрезентативность.

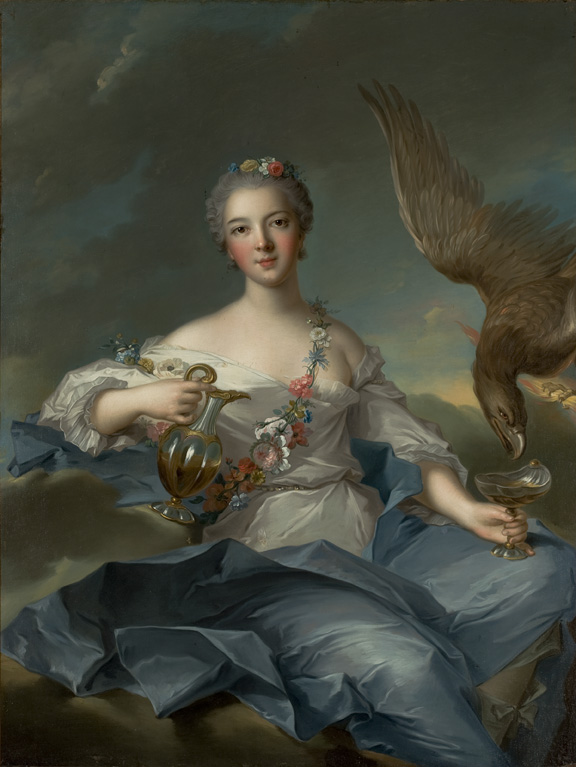
Натье. «Портрет герцогини Орлеанской в образе Гебы»

Задавая тон во всех видах искусства, французская культура определяет в это время и развитие портрета. Преобладающим становится тип придворно-аристократического портрета, расцветшего при дворе Людовиков. Для Европы становится эталонным созданный там образец официального искусства — парадные, ложноидеализирующие, мифологизированные портреты, где первая роль отводится декоративной нарядности модели. Одновременно происходит падение техники, появляются «кукольные лица».
Как пишут исследователи русского портрета XVIII века, «естественное в рамках этого метода подчинение индивидуальности ремесленно-корпоративному единству является определенной гарантией успеха в создании портрета в условиях неразвитости культуры данного жанра».
Живописцы этого периода: Гиацинт Риго, Жан Натье, Франсуа Гюбер Друэ, уже упоминавшийся Пьер Миньяр, Ларжильер. «Искусство придворного портрета 30—50-х годов XVIII века, отвечая вкусам аристократии, ставило перед собой задачу создания внешне элегантного, декоративно-чувственного изображения модели в стиле рококо. Художники смягчали и приукрашивали черты лица, они очень дорожили передачей изящества туалетов, изощренной пышностью драпировок и аксессуаров, тонко рассчитанными декоративными эффектами. Натье придумал „мифологический“ портрет: изображал придворных дам в виде нимф, Дианы, Венеры и других античных богинь, чрезвычайно отдаленно передавая сходство и бесстыдно льстя своим моделям». В середине века чрезвычаной популярными при европейских дворах были застывше-идеальные работы Рафаэля Менгса.

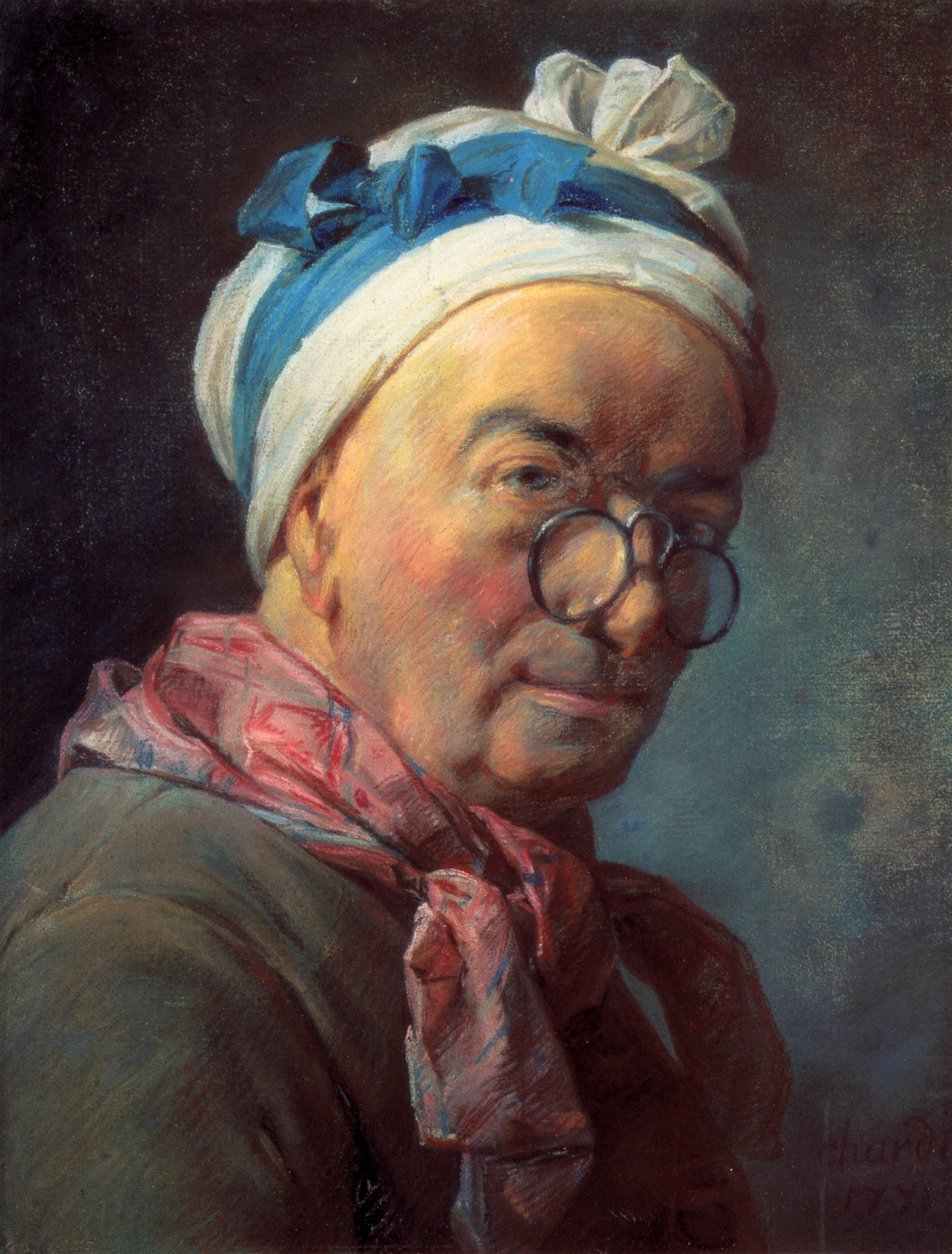
Жан-Батист Шарден. «Автопортрет», 1771, пастель

Тем не менее, ближе к последней трети XVIII века ситуация начинает исправляться. Возникает и утверждается новый реалистический портрет, во многом связанный с гуманистическими идеалами эпохи Просвещения. Это аналитические образы живописца Мориса Латура (например, «Портрет аббата Юбера»), картины Аведа, Лиотара, скульпторов Ж. А. Гудона и Ж. Б. Пигаля, поздние работы Антуана Ватто, простые и искренние «жанровые» портреты Шардена, пастели Ж. Б. Перронно, портреты Фрагонара; в Великобритании — остросоциальные произведения У. Хогарта. Но пока они ещё не привлекают внимание основного заказчика. Развивается техника пастели, удобная для передачи настроений и лиц, но не идеальная для изображения помпезного декора. Итальянская школа портрета на протяжении XVIII века сохраняет высокое качество, но за некоторыми исключениями (Розальба Каррьера) не пользуется широкой славой.

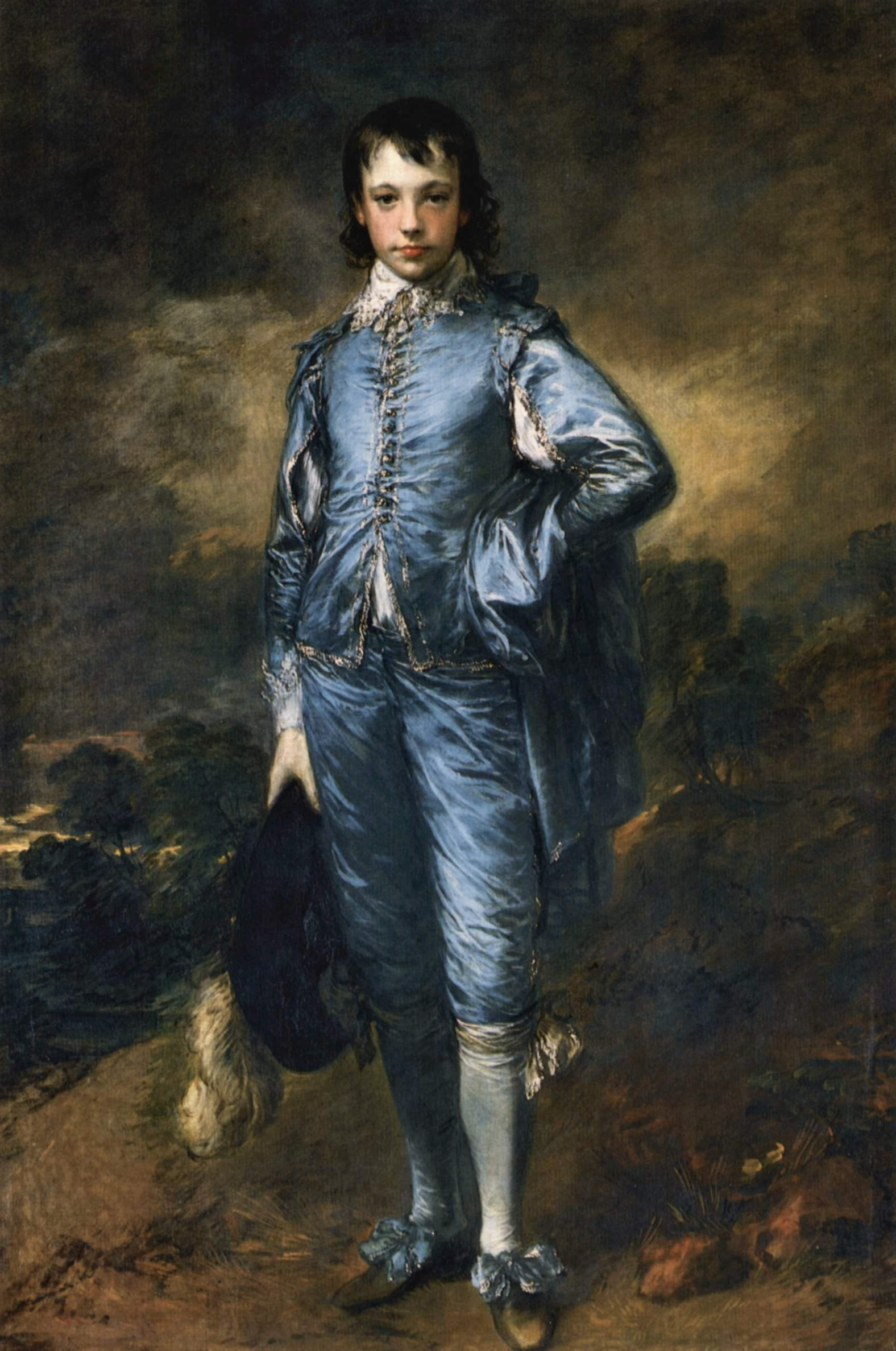
Томас Гейнсборо. «Голубой мальчик», 1770

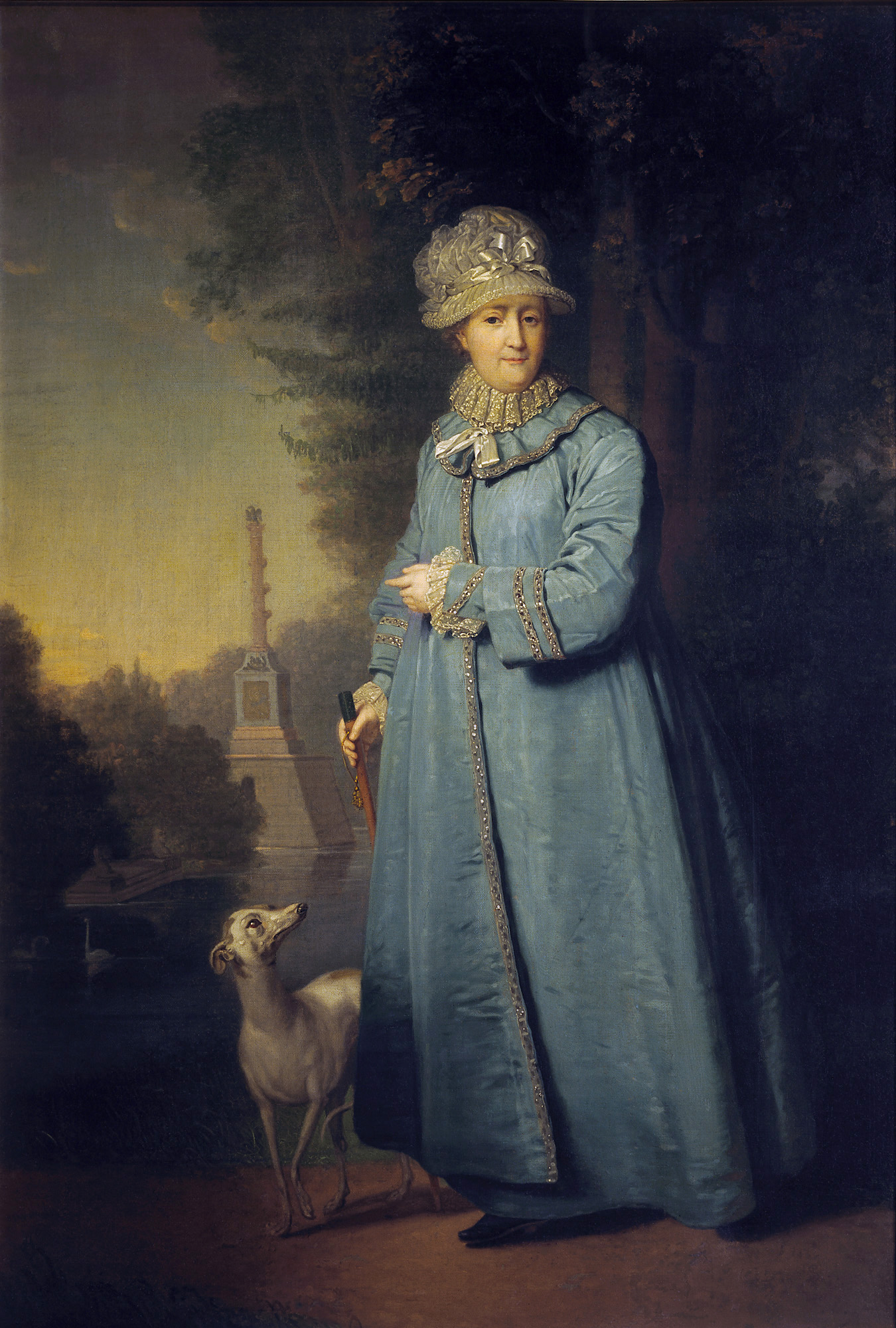
В. Боровиковский. «Екатерина II на прогулке в Царскосельском парке», 1794

К концу XVIII века о себе заявляет школа английских портретистов, дав таких мастеров первого ряда, как Джошуа Рейнольдс, Джордж Ромни, Томас Лоуренс и Томас Гейнсборо. В Испании в портретном жанре начинает работать Гойя, и даже Российская империя наконец заявляет о себе в мировом искусстве живописцами первого класса — это Левицкий и Боровиковский. В их работах вновь появляется точность социальных характеристик, тонкость психологического анализа, раскрытие внутреннего мира и богатство эмоций.
Во второй половине XVIII века получает широкое распространение портрет, выполненный более дешёвыми средствами (гравюра, акварель, карандаш). Кроме того, это период ознаменован расцветом портретной миниатюры — самостоятельной ветвью портретного жанра.
Такая ситуация с частным портретом на память сохраняется до 1850-х годов — когда появляется доступная практически всем слоям общества фотография.
Лотман пишет: «живопись XVIII в. утвердила два стереотипа портрета. Один из них, опиравшийся на разработанный жанровый ритуал, выделял в человеке государственную, торжественно-высокую сущность. Такой портрет требовал тщательного соблюдения всего ритуала орденов, чинов и мундиров. Они как бы символизировали собой государственную функцию изображаемого лица, причем именно эта функция воплощала главный смысл личности. Если лицо, изображенное на торжественном портрете, обладает каким-либо дефектом внешности, художник стремится его скрыть, между тем как знаки наград и одежда всячески подчеркиваются. Дальнейшее развитие портретной живописи, с одной стороны, приводит к росту внимания к психологической характеристике, например у Боровиковского, а с другой — к тому, что бытовые, домашние аксессуары вытесняют официально-парадные. Не без влияния Руссо в портрет попадали детали садового и паркового антуража. В соответствии с общей тенденцией отражать в портрете не бытийную норму, не иерархию культурных ценностей, а непосредственный, выхваченный из жизни отдельный момент изменяется и соотношение детских и взрослых фигур на полотне. Если раньше они распределялись по шкале иерархической ценности, то теперь художник предпочитает соединять их в единой жанровой композиции, нарочито подчеркивая живой беспорядок игры и минутную случайность избранного им мгновения».

### Портрет XIX века

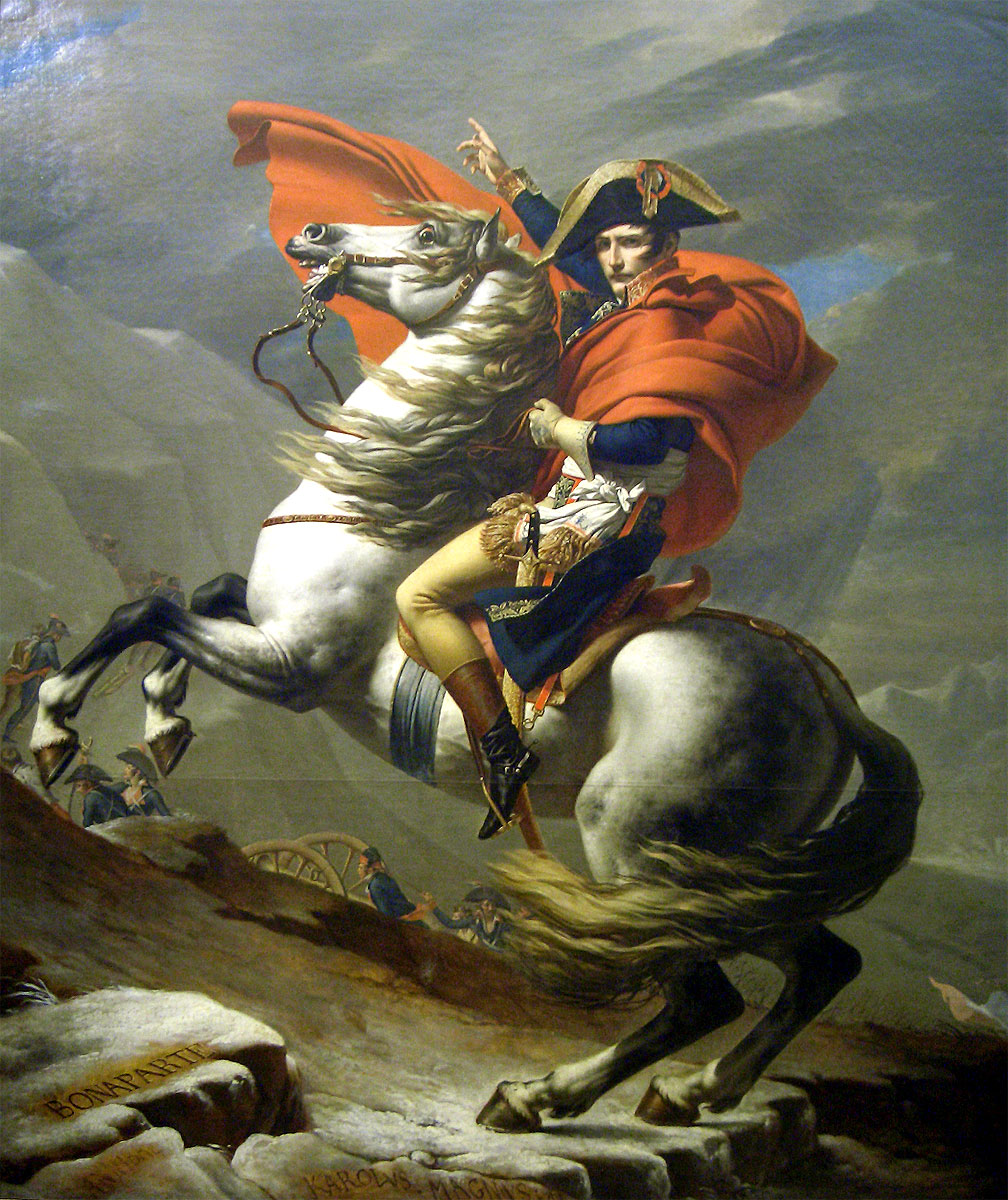
Ж. Л. Давид. «Наполеон на перевале Сен-Бернар», 1800

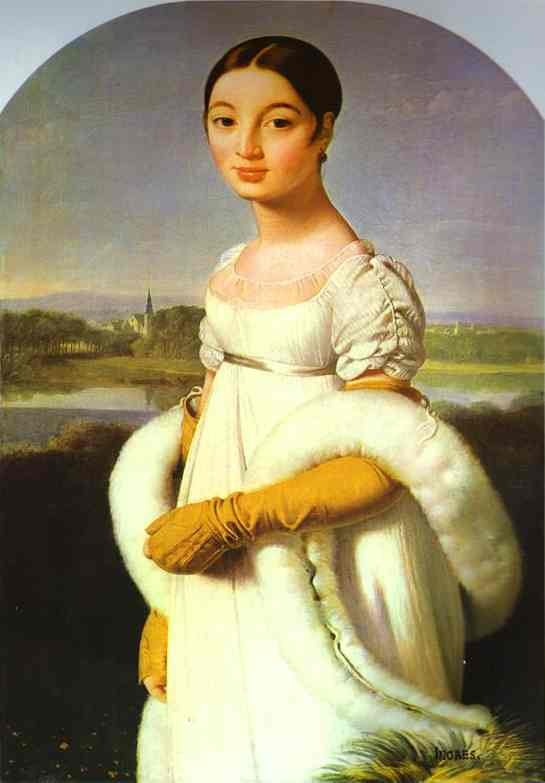
Энгр. «Портрет мадемуазель Ривьер», 1805

Развитие портрета в XIX веке предопределила Великая Французская революция, которая способствовала решению новых задач в этом жанре. В искусстве довлеющим становится новый стиль — классицизм, и поэтому портрет теряет пышность и слащавость работ XVIII века и становится более строгим и холодным. Из портретистов, работавших на рубеже XVIII—XIX наиболее заметным является Жак Луи Давид. Прочие, менее прославленные мастера: Франсуа Жерар, Поль Деларош (Франция).
Наступление эпохи романтизма способствовало проникновению в портрет острого реализма. В нём появляется критическая линия. Выдающимся мастером этого периода считается испанец Гойя, создавший групповой «Портрет семьи Карла IV» — работу, заказанную как парадный портрет, а в итоге отразившей безобразие правящей династии. Также он создает страстные и эмоциональные портреты и автопортреты.
Тенденции романтизма получают развитие в 1-й пол. XIX века в творчестве Жерико и Делакруа, скульптора Франсуа Рюда (Франция), у Ореста Кипренского и Карла Брюллова, отчасти у Тропинина (Россия), Филипп Отто Рунге (Германия).
Существующие параллельно с романтическими традиции классицистического портрета продолжают развиваться и наполняться новым содержанием. Из мастеров этого периода особенно известен Энгр.

Иван Крамской. «Портрет И. И. Шишкина», 1873

С именем француза Оноре Домье связано возникновение первых значительных образцов сатирического портрета в графике и скульптуре. Одновременно к середине века складывается новый эталон парадного заказного портрета (например, Винтергальтер).

#### 2-я пол. XIX века

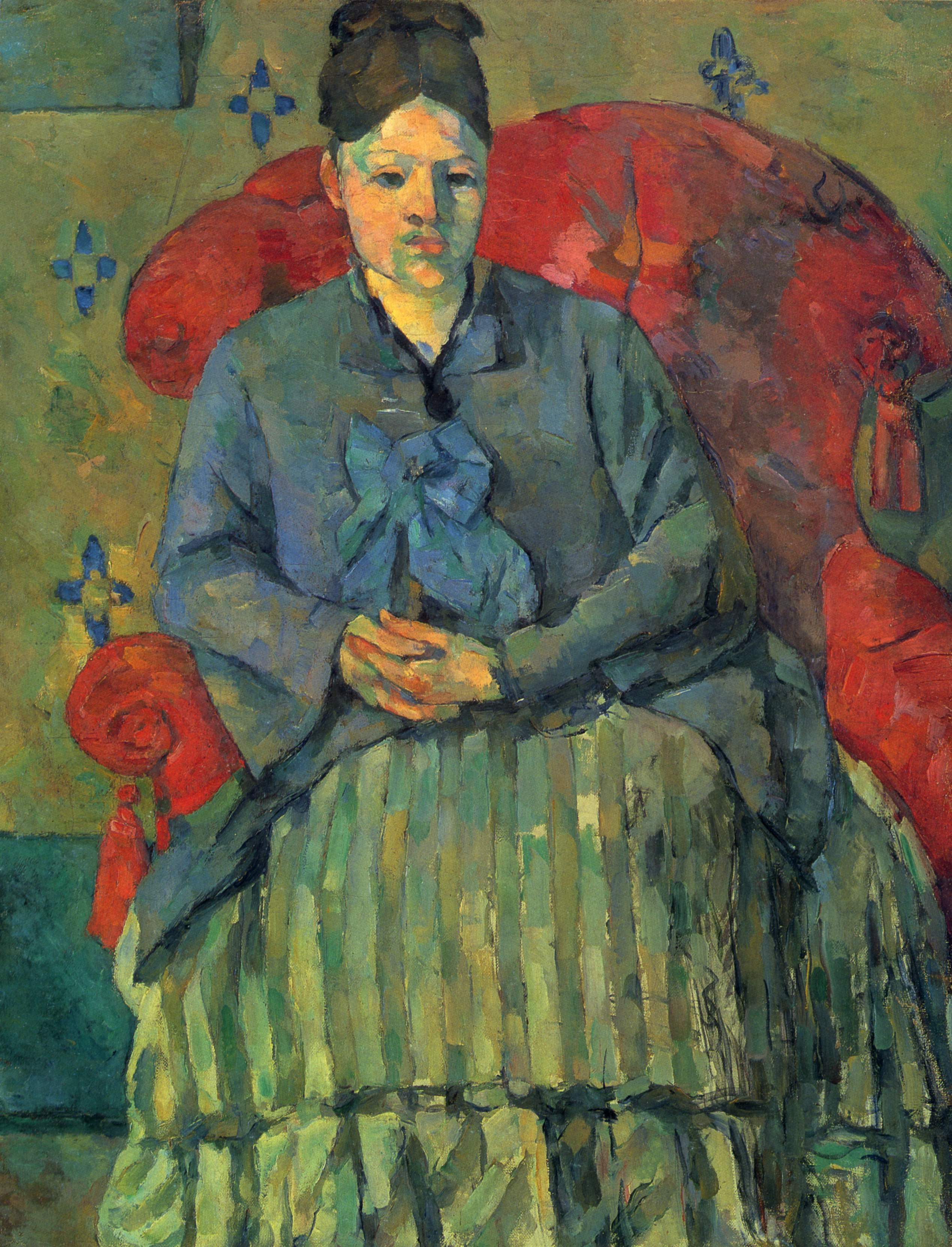
Поль Сезанн. «Портрет мадам Сезанн», 1877

Начиная с сер. XIX века появляется портрет реализма. Ему свойственен интерес к социальной характеристике модели, попытки раскрыть его этику, достоинство, проникнуть в психологию.
Расширяется географический диапазон, возникает ряд портретных национальных школ, множество стилистических направлений, представленных различными творческими индивидуальностями: Густав Курбе (Франция); Адольф фон Менцель, Вильгельм Лейбль (Германия); Альфред Стивенс (Бельгия); Эрик Вереншёлль (Норвегия); Ян Матейко (Польша); Михай Мункачи (Венгрия); Квидо Манес (Чехия); Томас Эйкинс (США), в России — передвижники.
С рождением фотографии возникает и развивается под сильным воздействием портретной живописи фотопортрет, который, в свою очередь, стимулирует поиски новых форм образного строя как живописного, так и скульптурного и графического портрета, недоступных фотоискусству.

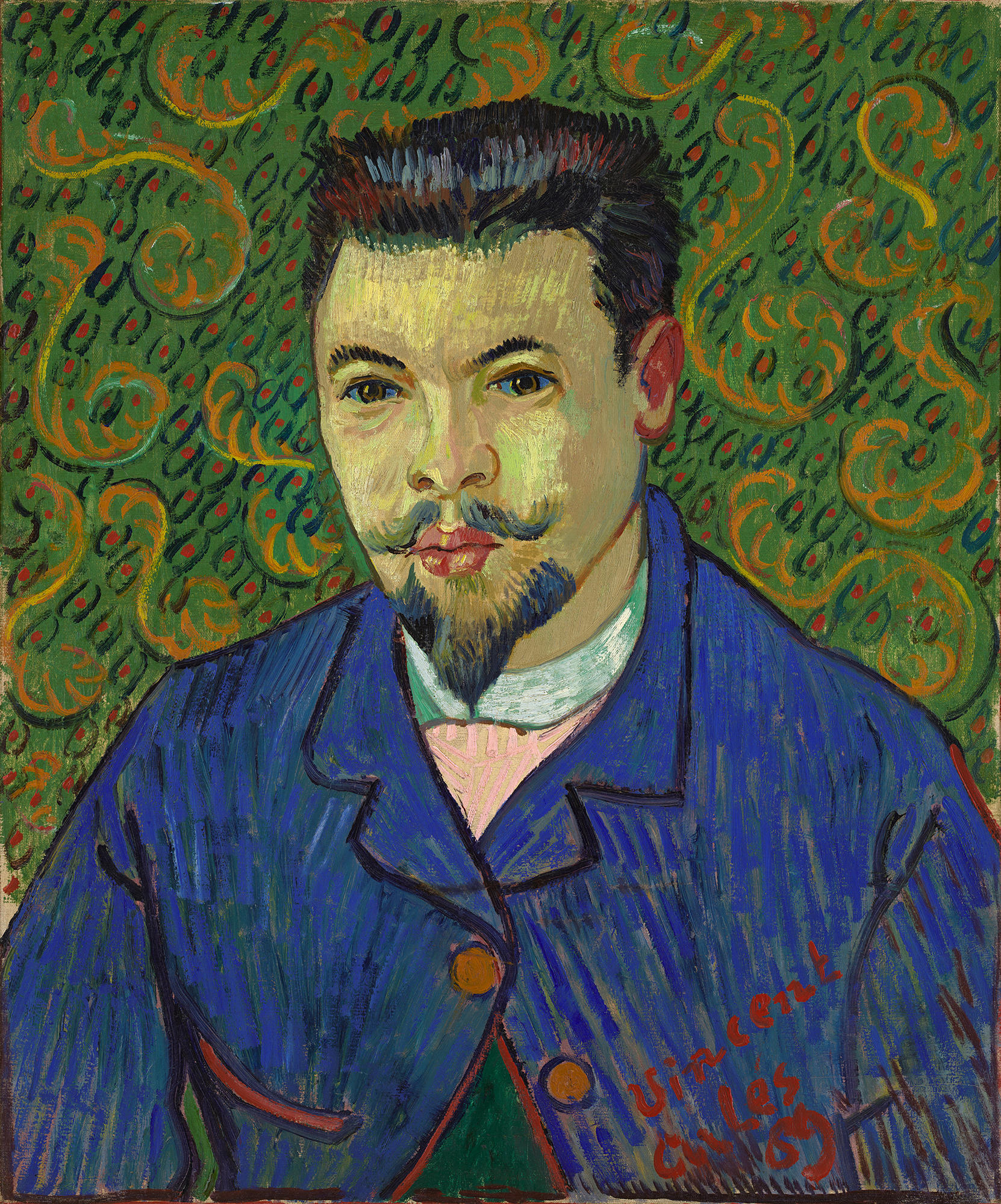
Ван Гог. «Портрет доктора Рея», 1889

Импрессионизм, возникший в последней трети XIX века, привел к обновлению идейно-художественной концепции портрета. Открытия импрессионистов и близким им художников (Эдуар Мане, Огюст Ренуар, Эдгар Дега, Огюст Роден) основывались на отказе от максимального правдоподобия, оставленного фотопортрету, с сосредоточением на изменчивости облика человека и его поведении в изменчивой среде.
В разной мере черты импрессионизма присущи портретам работы шведа Андерса Цорна, немца Макса Либермана, американцев Дж. М. Уистлера и Дж. С. Сарджента, русского художника Константина Коровина.
Целям и образам портрета импрессионизма было полностью противоположно творчество их современника — Поля Сезанна, который стремился выразить в монументальном образе некие устойчивые свойства модели. В это же время творит Винсент ван Гог, в портретах которого отражается другой аспект — жгучие проблемы нравственной и духовной жизни современного человека.
В конце XIX—XX века на первый план выходит стиль модерн, который придает портрету лаконичную заостренность, порой придавая характеристике модели черты гротеска (Тулуз-Лотрек, Эдвард Мунк, Альфонс Муха). Мастерами салонного парадного портрета конца века являются Джованни Больдини, Филип де Ласло — их работам свойственна легкость кисти и некая поверхностность.

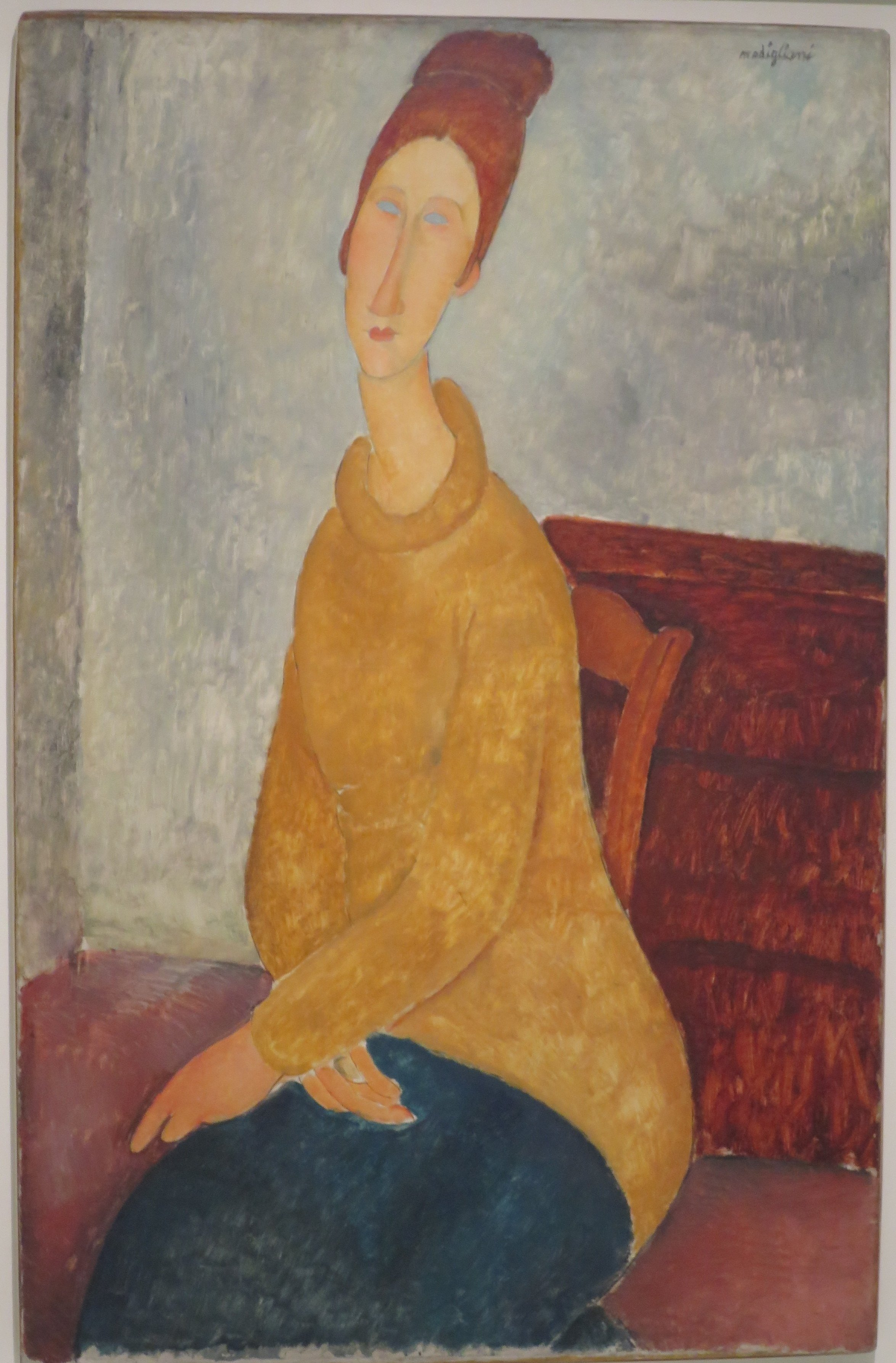
Модильяни. «Портрет Жанны Эбютерн в желтом свитере», 1918

### Портрет в XX веке

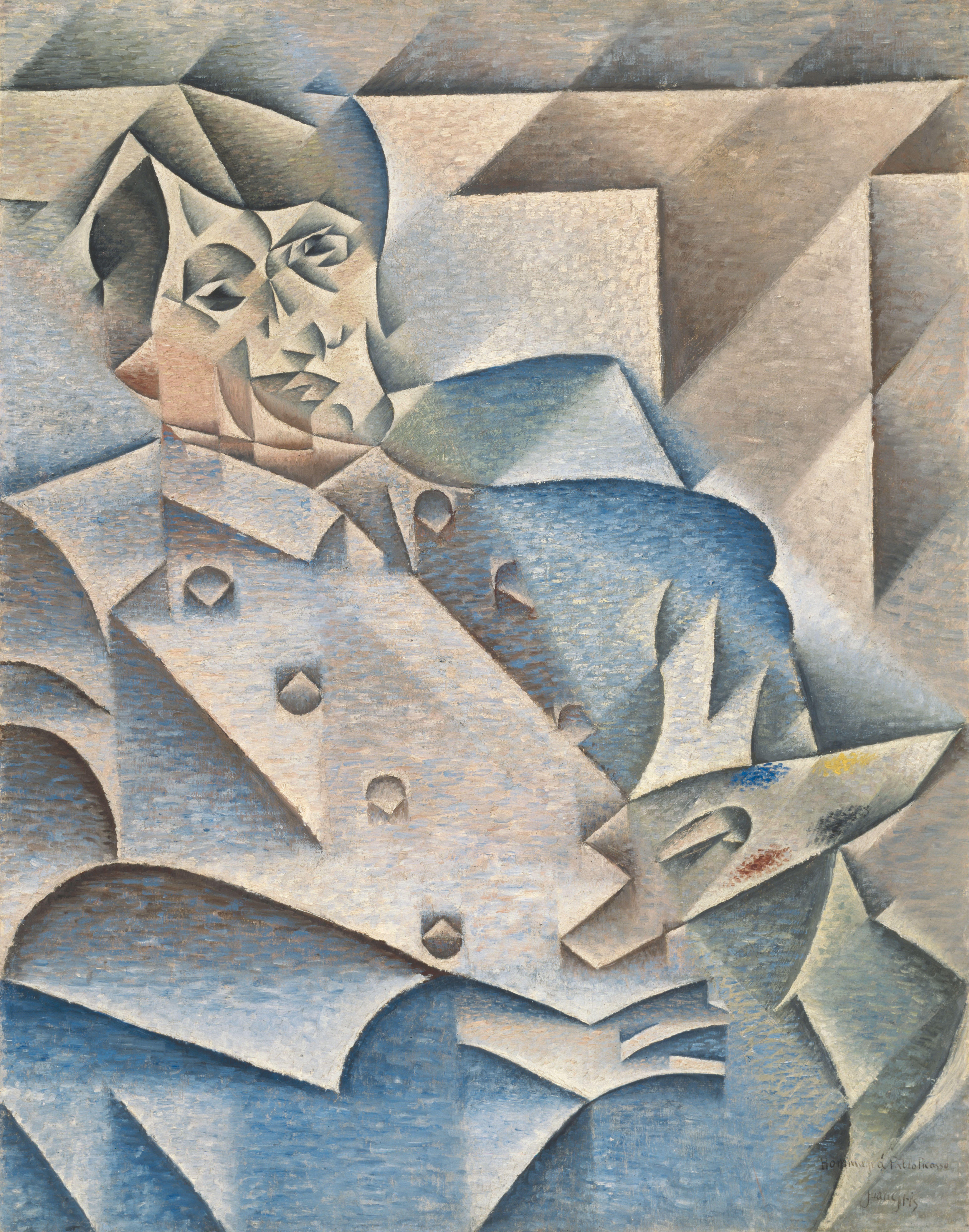
Хуан Грис. «Портрет Пикассо», 1912

В XX веке портрет, как и все фигуративное искусство, переживает упадок. В жанре проявляются сложные тенденции развития искусства, а также общий кризис понимания человеческой личности. На почве модернизма возникают произведения, номинально считающиеся портретом, но лишенные его специфики. Они подчеркнуто уходят от реального облика модели, сводят её изображение к условной, отвлечённой схеме. «Фотография взяла на себя функцию документации, сохранения, получения изображения для тех или иных надобностей, художественный портрет сделался предметом решения чисто художественной задачи. В эпоху Модильяни и Пикассо очень важен был взгляд художника на персонаж, неповторимость и уникальность этого взгляда, тогда как фотография допускала тиражное изображение, а также соблюдала документальность и подлинность».
Одновременно продолжаются поиски новых реалистических средств в портрете. Реалистические традиции продолжают в графике Кете Кольвиц (Германия), в живописи Уильям Орпен (Ирландия), О. Джон, в скульптуре Бурдель, Аристид Майоль, Шарль Деспио.
В портретном творчестве крупнейших западноевропейских мастеров XX века (Пикассо, Матисс, Андре Дерен, Жорж Руо, Модильяни во Франции, Жорж Грос, Отто Дикс, Эрнст Барлах в Германии, Оскар Кокошка в Австрии) сосуществуют, порой сталкиваясь, противоречивые идейно-художественные тенденции. Хорошими примерами эстетики ар-деко являются работы Тамары Лемпицка. Представителями американской реалистической школы 1920—1930-х годах были Роберт Генри и Джордж Беллоуз. Примером группового портрета этого времени является картина Макса Эрнста «Все друзья вместе».
К середине XX века развитие портрета становится сложным, характеризуясь ещё более кризисными чертами. Все очевиднее становится нарочитая деструкция и деформация облика человека.
Некоторые мастера пытаются удерживать планку реалистического портрета: Ренато Гуттузо (Италия), Ханс Эрни (Швейцария), Диего Ривера и Сикейрос (Мексика), Эндрю Уайет (США), Маэда, Сэйсон (Япония), скульпторы Ксаверий Дуниковский (Польша), Вяйнё Аалтонен (Финляндия), Джакомо Манцу (Италия), Джо Дэвидсон и Джейкоб Эпстайн в США). Тем не менее, интерес к портрету в 1940—1950-х годах в целом падает, как результат повышения интереса к абстрактному и нефигуративному искусству.

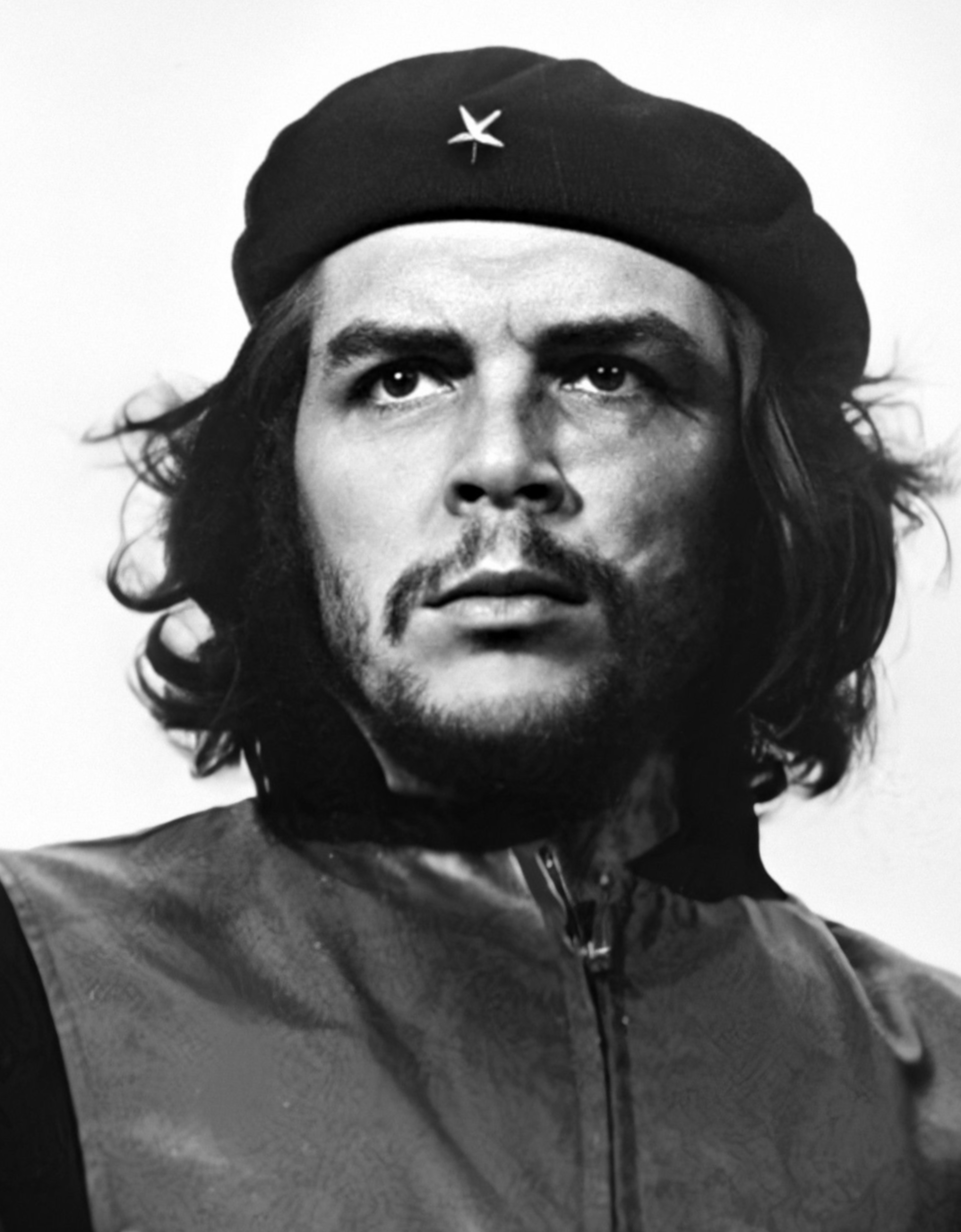
Альберто «Кордо» Гутьеррес, «Портрет Че Гевары», 1960, фотография

Фрэнсис Бэкон. «Автопортрет», 1971

В 1960—1970-х годах наблюдалось некоторое оживление портрета. Такие английские мастера, как Люсьен Фрейд и Френсис Бэкон создавали мощные произведения. Далее, многие современные художники, такие как Энди Уорхол, Алекс Катц и Чак Клоуз делали человеческое лицо главным фокусом своих произведений. «Мерлин Монро» Уорхола стала иконой. Таким образом, поп-арт является одним из немногих направлений искусства XX века, использующим человеческое лицо без относительных искажений. Клоуз специализируется на гипер-реалистичнх портретах-головах на всю стенах, основанных на фотографиях. Джейми Уайет (Wyeth) продолжает работать в реалистических традициях своего отца Эндрю, создавая знаменитые портреты всех подряд, от президентов до свиней.
Одновременно жанр фотопортрета достигает вершин и привлекает огромное количество мастеров жанра. В частности, нишу реалистичного портрета занимают теперь обложки журналов вроде Time или Esquire, украшенные изображениями знаменитых современников.
Марат Гельман пишет: «в контексте позднего постмодернизма отношение зрителя к портрету, изображению сильно поменялось по сравнению с классической эпохой. Все изображения сегодня условно можно разделить на несколько категорий: это информационные (политико-социальный контекст), рекламные, культовые (субкультурные), художественные и частные… зритель, реципиент сейчас воспринимает любое изображение как симулякр, знак товара, власти, политики, моды, поп-культуры и так далее. Поэтому зрительское восприятие сейчас обусловлено, контекстуально и мифогенно… портрет как жанровая категория скорее мертв, чем жив. Но, если рассматривать все актуальные практики сегодня, и если есть некие живые проявления портретного жанра, то это скорее жизнь после смерти».